# SDガンダム BB戦士
SDガンダム BB戦士（エスディーガンダム ビービーせんし）は、BANDAI SPIRITSホビー事業部が発売しているSDガンダムのプラモデルシリーズ。
他のSDガンダムプラモデルシリーズについてもついでに記載する。

## 概要
ガンダムシリーズのモビルスーツを二、三頭身で表現（デフォルメ）したSDガンダムのプラモデルシリーズ。1987年の発売開始から現在まで続く息の長い人気シリーズである。BB戦士の名前はBB弾の発射ギミックに由来する。実際にこのギミックを有しているのは初期に発売されたものがほとんどであり、その後はミサイルや矢などのBB弾以外の物を発射するギミックが中心となった。なお、現在はPL法改正の影響で発射ギミック自体があまり使用されておらず、代わって合体、変形、大きな可動範囲の実現など、多彩なギミックが盛り込まれるようになった。また、バンダイの松本悟はインタビューに際し、当時低年齢層においてガンダムよりも魔神英雄伝ワタルが人気を博していた事から、その対抗商品として企画されたと語っている。
当初はガンダマンやザックンなど、ガンダムシリーズに登場するモビルスーツをモデルにしたオリジナルキャラクター『BB戦士』として発売されたが、映画『機動戦士ガンダム 逆襲のシャア』の公開にあわせて同作に登場するモビルスーツのSD版を『SDガンダム BB戦士』として発売し、以後SDガンダムのプラモデルシリーズとして定着した。ガンダムシリーズで人気の機体が他のスケールに先駆けて立体化されたり、サイズや知名度の関係で他スケールでの商品化が難しい機体が発売されたりと独特なラインナップが特徴。
通常のガンダムシリーズの他にも、当時人気であったプラモデル漫画『プラモ狂四郎』からパーフェクトガンダムや武者ガンダムなどが立体化されている。特に武者ガンダムは、その人気からBB戦士を中心に独立した物語としてシリーズ化されている。また、元祖SDガンダムでの商品化が中心だった騎士ガンダムやコマンド戦記も人気キャラクターの一部は『SDV』としてBB戦士でも発売された。
2007年に20周年記念企画として新シリーズ『BB戦士三国伝』がスタート。

2010年には、その人気を受けて映画化、続いて同4月からテレビ東京系にてテレビアニメ化され、それにあわせ、三国伝シリーズ独自の『SDガンダム三国伝 BraveBattleWarriors』シリーズとして『BB戦士』から『三国伝』単独のシリーズとして独立。
以降、『三国伝』シリーズに限っては『BB戦士』という名称は使用されなくなった。

2011年末に、2012年にBB戦士25周年を迎えることを記念した新シリーズ「レジェンドBB」がスタート。

出荷数は2014年現在約1億5,650万個。生産数が一番多いキットはNO.17の「ムシャガンダム」で約300万個である。

## SDガンダム BB戦士
No.1～292までの発売時期はホビージャパンより刊行された『SDガンダムカタログ SDワールド編』を参照。

### No.1～99
| No. | 商品名                                   | 作品名                                  | 発売時期   | 備考 |
| --- | ---------------------------------------- | --------------------------------------- | ---------- | --- |
| 1   | ガンダマン                               | BB戦士                                  | 1987年5月  | RX-78 ガンダム →No.30に的以外の全パーツを流用                                                                             |
| 2   | ゼータマン2                              | BB戦士                                  | 1987年5月  | MSZ-010 ΖΖガンダム →No.32に的以外の全パーツを流用                                                                         |
| 3   | ドラクン                                 | BB戦士                                  | 1987年6月  | AMX-009 ドライセン →No.35に的以外の全パーツを流用                                                                         |
| 4   | ザックン                                 | BB戦士                                  | 1987年6月  | MS-06S シャア専用ザク →No.33に的以外の全パーツを流用                                                                      |
| 5   | ゼータマン                               | BB戦士                                  | 1987年8月  | MSZ-006 Ζガンダム →No.31に的以外の全パーツを流用                                                                          |
| 6   | ドン                                     | BB戦士                                  | 1987年8月  | MS-09 ドム →No.34に的以外の全パーツを流用                                                                                 |
| 7   | RX-93 νガンダム                          | 機動戦士ガンダム 逆襲のシャア           | 1988年5月  | フィンファンネル無し →GジェネNo.01に全パーツを流用                                                                        |
| 8   | MSN-04 サザビー                          | 機動戦士ガンダム 逆襲のシャア           | 1988年5月  | →GジェネNo.02に全パーツを流用                                                                                             |
| 9   | MSN-03 ヤクト・ドーガ                    | 機動戦士ガンダム 逆襲のシャア           | 1988年6月  | ギュネイ専用機 →GジェネNo.03に全パーツを流用                                                                              |
| 10  | RGM-89 ジェガン                          | 機動戦士ガンダム 逆襲のシャア           | 1988年6月  | →GジェネNo.04に全パーツを流用                                                                                             |
| 11  | RGZ-91 リ・ガズィ                        | 機動戦士ガンダム 逆襲のシャア           | 1988年7月  | →GジェネNo.05に全パーツを流用                                                                                             |
| 12  | AMS-119 ギラ・ドーガ                     | 機動戦士ガンダム 逆襲のシャア           | 1988年7月  | →GジェネNo.06に全パーツを流用                                                                                             |
| 13  | RX-178 ガンダムMk-II                     | 機動戦士Ζガンダム                       | 1988年8月  | Gディフェンサー付属、合体可能 →GジェネNo.07に全パーツを流用                                                               |
| 14  | AMX-011 ザクIII（ドダイ改つき）          | 機動戦士ガンダムΖΖ                      | 1988年8月  | No.42に新殺駆用パーツ有り →GジェネNo.08に全パーツを流用                                                                   |
| 15  | MS-14 ゲルググ                           | 機動戦士ガンダム                        | 1988年9月  | シャア専用機 リゲルグとコンパチ →GジェネNo.09に全パーツを流用                                                             |
| 16  | MSN-02 ジオング                          | 機動戦士ガンダム                        | 1988年9月  | パーフェクトジオングに換装可能 →GジェネNo.10に全パーツを流用                                                              |
| 17  | ムシャガンダム                           | SD戦国伝 武者七人衆編                   | 1988年12月 | →No.55に全パーツを流用 |
| 18  | NRX-055 バウンド・ドック                 | 機動戦士Ζガンダム                       | 1988年12月 | →GジェネNo.11に全パーツを流用                                                                                             |
| 19  | FA-010S フルアーマーダブルゼータガンダム | 機動戦士ガンダムΖΖ                      | 1989年1月  | ΖΖガンダム（強化型）に換装可能 →GジェネNo.12に全パーツを流用                                                              |
| 20  | PF-78 パーフェクトガンダム               | プラモ狂四郎                            | 1989年1月  | ガンダムに換装可能 →GジェネNo.13に全パーツを流用                                                                          |
| 21  | MSZ-006A1 ゼータプラス                   | ガンダム・センチネル                    | 1989年2月  | A1型・A2型・C1型に換装可能 →GジェネNo.14に全パーツを流用                                                                  |
| 22  | MSA-0011 Sガンダム                       | ガンダム・センチネル                    | 1989年3月  | Ex-S・Bstに換装可能 →GジェネNo.15に全パーツを流用                                                                         |
| 23  | ムシャゼータガンダム                     | SD戦国伝 武者七人衆編                   | 1989年3月  | →No.56に全パーツを流用 |
| 24  | ムシャガンダムMk-II                      | SD戦国伝 武者七人衆編                   | 1989年4月  | →No.61に全パーツを流用 |
| 25  | RX-77 ガンキャノン                       | 機動戦士ガンダム                        | 1989年5月  | 重装型に換装可能 ガンキャノンII用バックパック付属 →GジェネNo.16に全パーツを流用                                           |
| 26  | ムシャダブルゼータガンダム               | SD戦国伝 武者七人衆編                   | 1989年5月  | →No.62に全パーツを流用 |
| 27  | ムシャニューガンダム                     | SD戦国伝 武者七人衆編                   | 1989年6月  | →No.58に全パーツを流用 |
| 28  | Gアーマー                                | 機動戦士ガンダム                        | 1989年7月  | ガンダム付属（No.20とは別造形） No.88に全パーツを流用                                                                     |
| 29  | MS-06R-2 ジョニーライデンザクII          | MSV                                     | 1989年7月  | F型・R1型・R2型に換装可能 →GジェネNo.17に全パーツを流用                                                                   |
| 30  | ムシャカゲガンダム                       | SD戦国伝 武者七人衆編                   | 1989年8月  | No.1の的を削除し、頭部・鎧・足を追加                                                                                      |
| 31  | ムシャカゲゼータ                         | SD戦国伝 武者七人衆編                   | 1989年8月  | No.5の的を削除し、頭部・鎧・足を追加                                                                                      |
| 32  | ムシャカゲダブルゼータ                   | SD戦国伝 武者七人衆編                   | 1989年8月  | No.2の的を削除し、頭部・鎧・足を追加                                                                                      |
| 33  | カゲニンジャシャザク                     | SD戦国伝 武者七人衆編                   | 1989年8月  | No.4の的を削除し、頭部・鎧を追加                                                                                          |
| 34  | ムシャドム                               | SD戦国伝 武者七人衆編                   | 1989年8月  | No.6の的を削除し、頭部・鎧を追加                                                                                          |
| 35  | ムシャドライセン                         | SD戦国伝 武者七人衆編                   | 1989年8月  | No.3の的を削除し、頭部・鎧を追加                                                                                          |
| 36  | ムシャサイコガンダム                     | SD戦国伝 武者七人衆編                   | 1989年9月  | →No.63に全パーツを流用 |
| 37  | RX-78NT-1 ガンダムNT-1                   | 機動戦士ガンダム0080 ポケットの中の戦争 | 1989年8月  | チョバムアーマーのほか、オリジナルのフェイスマスクが付属 →No.87及びGジェネNo.18に全パーツを流用                           |
| 38  | 武者百士貴                               | SD戦国伝 武者七人衆編                   | 1989年8月  | 百鬼丸とのコンパチ |
| 39  | 闇将軍                                   | SD戦国伝 武者七人衆編                   | 1989年9月  | キャンペーン景品キットの殺駆頭に闇の鎧を追加したもの                                                                      |
| 40  | MS-18E ケンプファー                      | 機動戦士ガンダム0080 ポケットの中の戦争 | 1989年9月  | BB戦士オリジナルのチョバムアーマーとフェイスマスクが付属 No.65に武者忍 剣舞風荒用パーツ有り →GジェネNo.18に全パーツを流用 |
| 41  | 将ガンダム                               | SD戦国伝 武者七人衆編                   | 1989年10月 | |
| 42  | 殺駆三兄弟                               | SD戦国伝 武者七人衆編                   | 1989年10月 | 古殺駆と今殺駆、新殺駆用パーツのセット                                                                                    |
| 43  | ナイトガンダム                           | SDV （SDガンダム外伝 ジークジオン編）   | 1989年11月 | 三種の神器装備状態に換装可能 →No.72に全パーツを流用 →No.210に一部パーツを流用                                             |
| 44  | 頑駄無大将軍                             | SD戦国伝 武者七人衆編                   | 1989年11月 | 二代目頑駄無大将軍 |
| 45  | 闇皇帝                                   | SD戦国伝 武者七人衆編                   | 1989年11月 | →No.93に全パーツを流用 |
| 46  | 豪華頑駄無大将軍                         | SD戦国伝 武者七人衆編                   | 1989年11月 | No.44とは別造形の大型キット                                                                                               |
| 47  | 農丸頑駄無 天地大河スペシャル            | SD戦国伝 武者七人衆編                   | 1989年12月 | 隠密頑駄無に換装可能 暴留・雑魚・No.17用メッキ仕様兜飾りが付属                                                            |
| 48  | サタンガンダム                           | SDV （SDガンダム外伝 ジークジオン編）   | 1990年1月  | ブラックドラゴンへの変形可能                                                                                              |
| 49  | ナイトサザビー                           | SDV （SDガンダム外伝 ジークジオン編）   | 1990年2月  | BB戦士オリジナルの守護獣グリフォンが付属                                                                                  |
| 50  | 武者風雷主                               | SD戦国伝 風林火山編                     | 1990年3月  | |
| 51  | 武者荒烈駆主                             | SD戦国伝 風林火山編                     | 1990年4月  | →No.73に全パーツを流用 |
| 52  | 武者江須                                 | SD戦国伝 風林火山編                     | 1990年5月  | |
| 53  | 武者百士鬼改                             | SD戦国伝 風林火山編                     | 1990年5月  | →No.161に一部ランナーを流用                                                                                               |
| 54  | 二代目将頑駄無                           | SD戦国伝 風林火山編                     | 1990年6月  | |
| 55  | 信玄頑駄無                               | SD戦国伝 天と地と                       | 1990年6月  | No.17のシールを変更し兜飾り及び軍配を追加                                                                                 |
| 56  | 謙信頑駄無                               | SD戦国伝 天と地と                       | 1990年6月  | No.23の成型色及びシールを変更し兜飾りを追加                                                                               |
| 57  | 武者漣飛威                               | SD戦国伝 風林火山編                     | 1990年6月  | |
| 58  | 疾風の仁宇                               | SD戦国伝 風林火山編                     | 1990年7月  | No.27の成型色を変更し、風の鎧追加                                                                                         |
| 59  | SDV-04 コマンドガンダム                  | SDV SDコマンド戦記 G-ARMS               | 1990年7月  | |
| 60  | 武者璽悪                                 | SD戦国伝 風林火山編                     | 1990年8月  | |
| 61  | 密林の摩亜屈                             | SD戦国伝 風林火山編                     | 1990年8月  | No.24の成型色を変更し、林の鎧を追加                                                                                       |
| 62  | 火炎の駄舞留精太                         | SD戦国伝 風林火山編                     | 1990年9月  | No.26の成型色を変更し、火の鎧を追加                                                                                       |
| 63  | 巨山の斎胡                               | SD戦国伝 風林火山編                     | 1990年9月  | No.36の成型色を変更し、山の鎧を追加                                                                                       |
| 64  | 武者砕虎摩亜屈                           | SD戦国伝 風林火山編                     | 1990年10月 | |
| 65  | 若殺駆頭                                 | SD戦国伝 風林火山編                     | 1990年10月 | 武者忍 剣舞風荒用パーツが付属                                                                                             |
| 66  | 頑駄無副将軍                             | SD戦国伝 風林火山編                     | 1990年11月 | 柳生農兵衛に換装可能 荒五郎・チョバム乳母車が付属                                                                         |
| 67  | 三代目頑駄無大将軍                       | SD戦国伝 風林火山編                     | 1990年11月 | No.87にバトルマスク有り                                                                                                   |
| 68  | CAPG-78 キャプテンガンダム               | SDV SDコマンド戦記 G-ARMS               | 1990年11月 | |
| 69  | DXバーサルナイトガンダム                 | SDV （SDガンダム外伝 ジークジオン編）   | 1990年11月 | No.43・72とは別造形の大型キット                                                                                           |
| 70  | GSZ-006 ガンセイヴァーZ                  | SDV SDコマンド戦記 G-ARMS               | 1990年12月 | →No.118に一部ランナーを流用                                                                                               |
| 71  | アルガスナイトZ                          | SDV （SDガンダム外伝 ジークジオン編）   | 1990年12月 | 剣士ゼータガンダム →No.211に全パーツを流用                                                                                |
| 72  | バーサルナイトガンダム                   | SDV （SDガンダム外伝 ジークジオン編）   | 1991年1月  | No.43にバーサルナイトの装備を追加 →No.210に一部ランナーを流用                                                             |
| 73  | 新荒烈駆主                               | SD戦国伝 天下統一編                     | 1991年3月  | No.51の成型色を変更し、地の鎧及び地帝の神器を追加                                                                         |
| 74  | F91 ガンダムF91                          | 機動戦士ガンダムF91                     | 1991年3月  | パワードウェポンタイプに換装可能 →GジェネNo.21に一部ランナーを流用                                                        |
| 75  | 鳳凰頑駄無                               | SD戦国伝 天下統一編                     | 1991年4月  | →No.79に全パーツを流用 |
| 76  | 雷頑駄無                                 | SD戦国伝 天下統一編                     | 1991年5月  | |
| 77  | 武神頑駄無                               | SD戦国伝 天下統一編                     | 1991年6月  | →No.341に一部ランナーを流用                                                                                               |
| 78  | 皇騎士ガンダム                           | SDV （SDガンダム外伝 円卓の騎士編）     | 1991年6月  | →No.95に全パーツを流用 |
| 79  | 初代頑駄無大将軍                         | SD戦国伝 天下統一編                     | 1991年7月  | No.75の成型色を変更し、大将軍の鎧を追加                                                                                   |
| 80  | 獅頑駄無                                 | SD戦国伝 天下統一編                     | 1991年7月  | |
| 81  | 鎧騎士ガンダムF90                        | SDV （SDガンダム外伝 円卓の騎士編）     | 1991年7月  | |
| 82  | スペリオルランダー                       | ガンドランダー 魔封の聖剣編             | 1991年7月  | |
| 83  | 龍頑駄無                                 | SD戦国伝 天下統一編                     | 1991年8月  | |
| 84  | SDV-04ORG Vコマンドガンダム              | SDV （SDコマンド戦記 G-ARMS             | 1991年8月  | |
| 85  | 犀頑駄無                                 | SD戦国伝 天下統一編                     | 1991年8月  | |
| 86  | 麗騎士                                   | SDV （SDガンダム外伝 円卓の騎士編）     | 1991年8月  | 麗騎士レッドウォーリア |
| 87  | 影荒烈駆主                               | SD戦国伝 天下統一編                     | 1991年10月 | No.37に鎧を追加 No.67用バトルマスク付属                                                                                   |
| 88  | 武者璽威武装                             | SD戦国伝 天下統一編                     | 1991年10月 | No.28に新規パーツを追加                                                                                                   |
| 89  | 隼頑駄無                                 | SD戦国伝 天下統一編                     | 1991年10月 | |
| 90  | 龍将飛将                                 | SD戦国伝 天下統一編                     | 1991年11月 | |
| 91  | 豪華初代頑駄無大将軍                     | SD戦国伝 天下統一編                     | 1991年11月 | No.79とは別造形の大型キット                                                                                               |
| 92  | 灼騎士F91                                | SDV （SDガンダム外伝 円卓の騎士編）     | 1991年11月 | 灼騎士ガンダムF91 |
| 93  | 黒魔神闇皇帝                             | SD戦国伝 天下統一編                     | 1991年12月 | No.45に新規パーツを追加                                                                                                   |
| 94  | 四代目頑駄無大将軍                       | SD戦国伝 天下統一編                     | 1991年12月 | |
| 95  | キングガンダムII世                       | SDV （SDガンダム外伝 円卓の騎士編）     | 1991年12月 | No.78にフルアーマー及びキングガンダムII世用装備を追加                                                                     |
| 96  | F90 ガンダムF90 P/V-TYPE                 | 機動戦士ガンダムF90                     | 1992年1月  | →GジェネNo.22に全パーツを流用                                                                                             |
| 97  | 白龍頑駄無                               | 新SD戦国伝 地上最強編                   | 1992年2月  | |
| 98  | 青龍頑駄無                               | 新SD戦国伝 地上最強編                   | 1992年3月  | No.115に追加装備有り |
| 99  | 赤龍頑駄無                               | 新SD戦国伝 地上最強編                   | 1992年4月  | レッドウォーリアに換装可能 No.115に追加装備有り                                                                           |

### No.100～199
| No. | 商品名                                 | 作品名                                                           | 発売時期   | 備考                                                              |
| --- | -------------------------------------- | ---------------------------------------------------------------- | ---------- | ----------------------------------------------------------------- |
| 100 | 千生大将軍                             | SD戦国伝                                                         | 1992年5月  | →No.108に一部ランナーを流用 →No.354に全パーツを流用               |
| 101 | 武者衛府弓銃壱                         | 新SD戦国伝 地上最強編                                            | 1992年5月  |                                                                   |
| 102 | 武者激闘頑駄無                         | 新SD戦国伝 地上最強編                                            | 1992年6月  | No.113に追加装備有り                                              |
| 103 | 武者全武装頑駄無                       | 新SD戦国伝 地上最強編                                            | 1992年7月  | No.113に追加装備有り                                              |
| 104 | 阿修羅頑駄無                           | 新SD戦国伝 地上最強編                                            | 1992年8月  |                                                                   |
| 105 | 仁王頑駄無                             | 新SD戦国伝 地上最強編                                            | 1992年9月  | No.116に追加装備有り                                              |
| 106 | 不知火頑駄無                           | 新SD戦国伝 地上最強編                                            | 1992年10月 | No.116に追加装備有り                                              |
| 107 | 頑駄無大光帝                           | 新SD戦国伝 地上最強編                                            | 1992年11月 | No.97〜106（No.100除く）に追加装備有り                            |
| 108 | 雷帝千生神将軍                         | SD戦国伝                                                         | 1993年1月  | No.100の大将軍の装備を神将軍の装備に差し替え                      |
| 109 | 烈光頑駄無                             | 新SD戦国伝 伝説の大将軍編                                        | 1993年2月  | No.110に追加装備有り                                              |
| 110 | 轟天頑駄無                             | 新SD戦国伝 伝説の大将軍編                                        | 1993年3月  |                                                                   |
| 111 | 烈破頑駄無                             | 新SD戦国伝 伝説の大将軍編                                        | 1993年4月  | No.110に追加装備有り                                              |
| 112 | 烈空頑駄無                             | 新SD戦国伝 伝説の大将軍編                                        | 1993年5月  | No.110に追加装備有り                                              |
| 113 | 風車の百式とうっかりざくれろ           | 新SD戦国伝 伝説の大将軍編                                        | 1993年6月  | No.102・103の追加装備が付属                                       |
| 114 | 飛天頑駄無超将軍                       | SD戦国伝                                                         | 1993年6月  | →No.122に全パーツを流用                                           |
| 115 | 頑駄無白龍大帝                         | SD戦国伝 伝説の大将軍編                                          | 1993年7月  | No.98・99の追加装備有り                                           |
| 116 | 頑駄無阿修羅王                         | SD戦国伝 伝説の大将軍編                                          | 1993年8月  | No.105・106の追加装備有り                                         |
| 117 | 機甲神エルガイヤー                     | SDV SDガンダム外伝 機甲神伝説                                    | 1993年8月  | ちーびー戦士神秘騎士ネオガンダムが付属                            |
| 118 | 武者頑星刃                             | 新SD戦国伝 伝説の大将軍編                                        | 1993年9月  | No.70の一部流用                                                   |
| 119 | 頑駄無真駆参                           | 新SD戦国伝 伝説の大将軍編                                        | 1993年10月 | 頑駄無真悪参の鎧が付属                                            |
| 120 | 新世大将軍                             | 新SD戦国伝 伝説の大将軍編                                        | 1993年11月 |                                                                   |
| 121 | 超機甲神ガンジェネシス                 | SDV SDガンダム外伝 機甲神伝説                                    | 1993年12月 | エルガイヤーはNo.117とは別造形（ちーびー戦士仕様）                |
| 122 | 大牙頑駄無超将軍                       | SD戦国伝                                                         | 1993年12月 | No.114の成型色及びシールを変更し、新規パーツ追加                  |
| 123 | 荒鬼頑駄無                             | 新SD戦国伝 七人の超将軍編                                        | 1994年2月  | →No.168に一部ランナーを流用                                       |
| 124 | LM312V04+SD-VB03A V-ダッシュガンダム   | 機動戦士Vガンダム                                                | 1994年3月  | Vガンダム・Vヘキサに換装可能 →GジェネNo.24に全パーツを流用        |
| 125 | 雷鳴頑駄無                             | 新SD戦国伝 七人の超将軍編                                        | 1994年3月  |                                                                   |
| 126 | 武者飛駆鳥                             | 新SD戦国伝 七人の超将軍編                                        | 1994年4月  | →No.237に一部ランナーを流用                                       |
| 127 | 獣王頑駄無                             | 新SD戦国伝 七人の超将軍編                                        | 1994年5月  |                                                                   |
| 128 | 天地頑駄無                             | 新SD戦国伝 七人の超将軍編                                        | 1994年6月  |                                                                   |
| 129 | LM314V23/24 V2アサルトバスターガンダム | 機動戦士Vガンダム                                                | 1994年6月  | →GジェネNo.24に全パーツを流用                                     |
| 130 | 機動武者大鋼                           | 新SD戦国伝 七人の超将軍編                                        | 1994年7月  | ちーびー戦士の舞威丸が付属 →No.283に全パーツを流用                |
| 131 | 覇道武者魔殺駆                         | 新SD戦国伝 七人の超将軍編                                        | 1994年7月  | 魔殺駆・遮光・クラヤミのセット                                    |
| 132 | GF13-017NJ シャイニングガンダム        | 機動武闘伝Gガンダム                                              | 1994年7月  | →GジェネNo.25に一部パーツを流用                                   |
| 133 | 千力頑駄無                             | 新SD戦国伝 七人の超将軍編                                        | 1994年8月  | No.130付属の舞威丸と連動                                          |
| 134 | GF13-011NC ドラゴンガンダム            | 機動武闘伝Gガンダム                                              | 1994年8月  | →GジェネNo.26に一部パーツを流用                                   |
| 135 | 爆流頑駄無                             | 新SD戦国伝 七人の超将軍編                                        | 1994年9月  | →No.169に一部ランナーを流用                                       |
| 136 | GF13-006NA ガンダムマックスター        | 機動武闘伝Gガンダム                                              | 1994年9月  | →GジェネNo.27に一部パーツを流用                                   |
| 137 | 鉄斗羅頑駄無                           | 新SD戦国伝 七人の超将軍編                                        | 1994年10月 | 牙忍鉄斗羅に換装可能                                              |
| 138 | GF13-017NJII Gガンダム                 | 機動武闘伝Gガンダム                                              | 1994年10月 | →GジェネNo.28に一部パーツを流用                                   |
| 139 | 飛駆鳥大将軍                           | 新SD戦国伝 七人の超将軍編                                        | 1994年10月 |                                                                   |
| 140 | 聖龍機マルスドラグーン                 | SDV 新SDガンダム外伝 ナイトガンダム物語                          | 1994年12月 | ちーびー戦士No.11 聖竜騎士ゼロガンダムが搭乗可能                  |
| 141 | 武者號斗丸                             | 新SD戦国伝 超機動大将軍                                          | 1995年2月  | No.147・151・152に追加装備有り →No.230に一部ランナーを流用        |
| 142 | 鉄機武者鋼丸                           | 新SD戦国伝 超機動大将軍                                          | 1995年3月  | →No.156に一部ランナーを流用                                       |
| 143 | 輝龍頑駄無                             | 新SD戦国伝 超機動大将軍                                          | 1995年4月  | No.147に追加装備有り →No.337に一部ランナーを流用                  |
| 144 | 武者真紅主                             | 新SD戦国伝 超機動大将軍                                          | 1995年4月  | No.147に追加装備有り                                              |
| 145 | 武者鷺主                               | 新SD戦国伝 超機動大将軍                                          | 1995年5月  | No.147に追加装備有り                                              |
| 146 | 武者冒流刀                             | 新SD戦国伝 超機動大将軍                                          | 1995年6月  | No.147に追加装備有り                                              |
| 147 | 機動武神天鎧王                         | 新SD戦国伝 超機動大将軍                                          | 1995年7月  | No.141・143〜146の追加装備有り                                    |
| 148 | XXXG-01W ウイングガンダム              | ジービーグル                                                     | 1995年7月  | ミニサイズのウイングとヘビーアームズが付属                        |
| 149 | XXXG-01S シェンロンガンダム            | ジービーグル                                                     | 1995年8月  | ミニサイズのシェンロンとサンドロックが付属                        |
| 150 | 魔星大将軍                             | 新SD戦国伝 超機動大将軍                                          | 1995年8月  | 闇の三羅将が付属                                                  |
| 151 | 武零斗頑駄無                           | 新SD戦国伝 超機動大将軍                                          | 1995年9月  | No.141の追加装備有り →No.253及びNo.363に一部ランナーを流用        |
| 152 | 羽荒斗頑駄無                           | 新SD戦国伝 超機動大将軍                                          | 1995年10月 | No.141の追加装備有り                                              |
| 153 | 超機動大将軍                           | 新SD戦国伝 超機動大将軍                                          | 1995年10月 | No.141が搭乗可能、初の輝羅鋼使用キット、輝羅鋼極彩版に仕様変更    |
| 154 | XXXG-00W0 ウイングガンダム0            | ジービーグル                                                     | 1995年11月 | ミニサイズのウイングゼロ・デスサイズが付属                        |
| 155 | OZ-13MS ガンダムエピオン               | ジービーグル                                                     | 1995年11月 | ミニサイズのエピオン・トールギスが付属                            |
| 156 | 鉄機武者爆進丸                         | 新SD戦国伝 武神輝羅鋼                                            | 1995年12月 | No.142の一部流用                                                  |
| 157 | 雷龍頑駄無                             | 新SD戦国伝 武神輝羅鋼                                            | 1996年2月  |                                                                   |
| 158 | 天零頑駄無                             | 新SD戦国伝 武神輝羅鋼                                            | 1996年3月  | →No.244に一部ランナーを流用、輝羅鋼極彩版に仕様変更               |
| 159 | 獣破頑駄無                             | 新SD戦国伝 武神輝羅鋼                                            | 1996年4月  | →No.361に一部ランナーを流用                                       |
| 160 | 砕牙頑駄無                             | 新SD戦国伝 武神輝羅鋼                                            | 1996年5月  |                                                                   |
| 161 | 百烈将頑駄無                           | 新SD戦国伝 武神輝羅鋼                                            | 1996年5月  | No.53の一部流用                                                   |
| 162 | 頑駄無闇元帥                           | 新SD戦国伝 武神輝羅鋼                                            | 1996年6月  | 武羅星・邪麗・真闇元帥に合体変化（換装）                          |
| 163 | 武威凰大将軍                           | 新SD戦国伝 武神輝羅鋼                                            | 1996年7月  | No.164と合体可能、輝羅鋼極彩版に仕様変更                          |
| 164 | 頑駄無轟炎王                           | 新SD戦国伝 武神輝羅鋼                                            | 1996年8月  | No.163と合体可能                                                  |
| 165 | 武者刀流義守                           | 新SD戦国伝 武神輝羅鋼                                            | 1996年9月  | 下忍 裏鷹とコンパチ                                               |
| 166 | 新凰頑駄無                             | 新SD戦国伝 武神輝羅鋼                                            | 1996年9月  |                                                                   |
| 167 | 輝神大将軍獅龍凰                       | 新SD戦国伝 武神輝羅鋼                                            | 1996年11月 | 輝羅鋼極彩版に仕様変更                                            |
| 168 | 大旋鬼頑駄無                           | 新SD戦国伝 武神輝羅鋼                                            | 1996年11月 | No.123の一部流用                                                  |
| 169 | 撃流破頑駄無                           | 新SD戦国伝 武神輝羅鋼                                            | 1996年12月 | No.135の一部流用                                                  |
| 170 | 武者紅零斗丸                           | 超SD戦国伝 刕覇大将軍                                            | 1997年1月  | 戦刃丸・闘刃丸とコンパチ →No.228に一部ランナーを流用              |
| 171 | 鉄機武者真星勢多                       | 超SD戦国伝 刕覇大将軍                                            | 1997年2月  |                                                                   |
| 172 | 豪剣頑駄無                             | 超SD戦国伝 刕覇大将軍                                            | 1997年3月  | 輝羅鋼極彩版に仕様変更                                            |
| 173 | 鉄機将飛閃                             | 超SD戦国伝 刕覇大将軍                                            | 1997年4月  |                                                                   |
| 174 | 烈龍頑駄無                             | 超SD戦国伝 刕覇大将軍                                            | 1997年5月  | No.153に搭乗可能                                                  |
| 175 | 爆炎頑駄無                             | 超SD戦国伝 刕覇大将軍                                            | 1997年6月  |                                                                   |
| 176 | 天界武将戦刃丸                         | 超SD戦国伝 刕覇大将軍                                            | 1997年7月  |                                                                   |
| 177 | 烈風頑駄無                             | 超SD戦国伝 刕覇大将軍                                            | 1997年8月  |                                                                   |
| 178 | 魔刃頑駄無                             | 超SD戦国伝 刕覇大将軍                                            | 1997年9月  | No.147と合体可能                                                  |
| 179 | 魂武者闘刃丸                           | 超SD戦国伝 刕覇大将軍                                            | 1997年10月 |                                                                   |
| 180 | 刕覇大将軍                             | 超SD戦国伝 刕覇大将軍                                            | 1997年10月 |                                                                   |
| 181 | 武者頑駄無零壱                         | 新SD戦国伝 天星七人衆                                            | 1998年1月  |                                                                   |
| 182 | 剛覇頑駄無                             | 新SD戦国伝 天星七人衆                                            | 1998年2月  |                                                                   |
| 183 | 頑駄無流星王                           | 新SD戦国伝 天星七人衆                                            | 1998年3月  |                                                                   |
| 184 | 迅風頑駄無                             | 新SD戦国伝 天星七人衆                                            | 1998年4月  |                                                                   |
| 185 | 爆熱頑駄無                             | 新SD戦国伝 天星七人衆                                            | 1998年5月  |                                                                   |
| 186 | 蒼雷頑駄無                             | 新SD戦国伝 天星七人衆                                            | 1998年6月  |                                                                   |
| 187 | 剣聖頑駄無                             | 新SD戦国伝 天星七人衆                                            | 1998年7月  | 輝羅鋼極彩版に仕様変更                                            |
| 188 | 彗聖頑駄無                             | 新SD戦国伝 天星七人衆                                            | 1998年8月  | 輝羅鋼極彩版に仕様変更                                            |
| 189 | 紅蓮頑駄無                             | 新SD戦国伝 天星七人衆                                            | 1998年9月  | 輝羅鋼極彩版に仕様変更                                            |
| 190 | 魁斬頑駄無                             | 新SD戦国伝 天星七人衆                                            | 1998年10月 | 輝羅鋼極彩版に仕様変更                                            |
| 191 | 天星大将軍                             | 新SD戦国伝 天星七人衆                                            | 1998年11月 | 輝羅鋼極彩版に仕様変更                                            |
| 192 | 武者ウイングゼロ                       | ムシャ戦記 光の変幻編                                            | 1999年1月  |                                                                   |
| 193 | RX-78GP01Fb ガンダムGP01Fb             | SDガンダム GGENERATION-ZERO 機動戦士ガンダム0083 STARDUST MEMORY | 1999年2月  | GP01とコンパチ カメラアイのシールは黒目無しと黒目有りから選択可能 |
| 194 | 武者ナタク                             | ムシャ戦記 光の変幻編                                            | 1999年3月  |                                                                   |
| 195 | 武者ヘビーアームズ                     | ムシャ戦記 光の変幻編                                            | 1999年4月  |                                                                   |
| 196 | 武者サンドロック                       | ムシャ戦記 光の変幻編                                            | 1999年5月  |                                                                   |
| 197 | 武者デスサイズ                         | ムシャ戦記 光の変幻編                                            | 1999年7月  |                                                                   |
| 198 | MSZ-006 ゼータガンダム                 | SDガンダム GGENERATION-ZERO 機動戦士Ζガンダム                    | 1999年8月  |                                                                   |
| 199 | ファーストガンダム大将軍               | ムシャ戦記 光の変幻編                                            | 1999年10月 | →No.213及びNo.355に全パーツを流用                                 |

### No.200～299
| No. | 商品名                                                             | 作品名                                                           | 発売時期   | 備考 |
| --- | ------------------------------------------------------------------ | ---------------------------------------------------------------- | ---------- | --- |
| 200 | RX-78-2 RX-78-2 ガンダム                                           | SDガンダム GGENERATION-ZERO 機動戦士ガンダム                     | 1999年11月 | コアブースター付属。内部メカを再現 |
| 201 | 武者ターンエーガンダム                                             | SDガンダム ムシャジェネレーション                                | 2000年1月  | →No.358に一部ランナーを流用 |
| 202 | RX-78GP02A ガンダムGP02A                                           | SDガンダム GGENERATION-ZERO 機動戦士ガンダム0083 STARDUST MEMORY | 2000年1月  | |
| 203 | XXXG-00W0 ウイングガンダムゼロカスタム                             | SDガンダム GGENERATION-ZERO 新機動戦記ガンダムW Endless Waltz    | 2000年3月  | |
| 204 | 武者マスターガンダム                                               | SDガンダム ムシャジェネレーション                                | 2000年3月  | |
| 205 | 武者ブルーガンダム                                                 | SDガンダム ムシャジェネレーション                                | 2000年3月  | →No.347に一部ランナーを流用 |
| 206 | 武者ガーベラガンダム                                               | SDガンダム ムシャジェネレーション                                | 2000年4月  | →No.346に一部ランナーを流用 |
| 207 | RX-78GP03 ガンダムGP03D                                            | SDガンダム GGENERATION-F 機動戦士ガンダム0083 STARDUST MEMORY    | 2000年6月  | |
| 208 | 武者ガンダムマークIV                                               | SDガンダム ムシャジェネレーション                                | 2000年6月  | →No.359に一部ランナーを流用 |
| 209 | FA-93HWS νガンダム装備型(HWS仕様)                                  | SDガンダム GGENERATION-F 機動戦士ガンダム 逆襲のシャア           | 2000年8月  | |
| 210 | 機兵伝説騎士ガンダム                                               | SDガンダム英雄伝                                                 | 2000年10月 | No.72の仕様変更（一部パーツを省略） |
| 211 | 聖龍騎士ゼータガンダム                                             | SDガンダム英雄伝                                                 | 2000年10月 | No.71の仕様変更 |
| 212 | MSZ-010 ダブルゼータガンダム                                       | SDガンダム GGENERATION-F 機動戦士ガンダムΖΖ                      | 2000年10月 | No.19とは別造形 |
| 213 | 機兵伝説武者ガンダム                                               | SDガンダム英雄伝                                                 | 2000年11月 | No.199の仕様変更 |
| 214 | 騎兵伝説騎士ウイングガンダムゼロ                                   | SDガンダム英雄伝                                                 | 2001年1月  | No.215と一部ランナーが共通 |
| 215 | 騎兵伝説翔神武者ウイングガンダム                                   | SDガンダム英雄伝                                                 | 2001年3月  | No.214と一部ランナーが共通 |
| 216 | PMX-003 ジ・オ                                                     | SDガンダム GGENERATION-F 機動戦士Ζガンダム                       | 2001年4月  | |
| 217 | RX-178 ガンダムMk-II（ティターンズ）                               | SDガンダム GGENERATION-F 機動戦士Ζガンダム                       | 2001年6月  | No.13とは別造形 →No.227に武器パーツ以外のランナーを流用 |
| 218 | MS-06F ザクIIF型                                                   | SDガンダム GGENERATION-F 機動戦士ガンダム                        | 2001年7月  | →No.359に一部ランナーを流用 |
| 219 | 武者丸                                                             | SD頑駄無 武者○伝                                                 | 2001年7月  | →NO.223及びNo.255に一部ランナーを流用 |
| 220 | 斗機丸零参                                                         | SD頑駄無 武者○伝                                                 | 2001年8月  | →No.226に一部ランナーを流用 |
| 221 | RX-75 ガンタンク                                                   | SDガンダム GGENERATION-F 機動戦士ガンダム                        | 2001年8月  | |
| 222 | 鎧丸                                                               | SD頑駄無 武者○伝                                                 | 2001年10月 | →No.229に一部ランナーを流用 |
| 223 | 武王頑駄無                                                         | SD頑駄無 武者○伝                                                 | 2001年11月 | 一部ランナーをNo.219から流用 |
| 224 | AMA-002 ノイエ・ジール                                             | SDガンダム GGENERATION-F 機動戦士ガンダム0083 STARDUST MEMORY    | 2001年11月 | |
| 225 | RX-77 ガンキャノン                                                 | SDガンダム GGENERATION-F 機動戦士ガンダム                        | 2001年11月 | No.25とは別造形 |
| 226 | 機王頑駄無                                                         | SD頑駄無 武者○伝                                                 | 2001年12月 | 一部ランナーをNo.220から流用 |
| 227 | RX-178+FXA-05D スーパーガンダム                                    | SDガンダム GGENERATION-F 機動戦士Ζガンダム                       | 2001年12月 | No.217から武器パーツ削除、成型色を変更し、Gディフェンサーを追加                                                                                               |
| 228 | 刕王頑駄無                                                         | SD頑駄無 武者○伝                                                 | 2002年1月  | 一部ランナーをNo.170から流用 |
| 229 | 鎧王頑駄無                                                         | SD頑駄無 武者○伝                                                 | 2002年2月  | 一部ランナーをNo.222から流用 |
| 230 | 爆王頑駄無                                                         | SD頑駄無 武者○伝                                                 | 2002年3月  | 一部ランナーをNo.141から流用 |
| 231 | MS-06S ザクII S型                                                  | SDガンダム GGENERATION-F 機動戦士ガンダム                        | 2002年3月  | 一部ランナーをNo.218から流用 |
| 232 | 若神丸                                                             | SD頑駄無 武者○伝2                                                | 2002年4月  | →No.240に一部ランナーを流用 |
| 233 | 斧雷丸                                                             | SD頑駄無 武者○伝2                                                | 2002年5月  | →No.243に一部ランナーを流用 |
| 234 | MSN-02 ジオング（パーフェクト仕様）                                | SDガンダム GGENERATION NEO 機動戦士ガンダム                      | 2002年5月  | No.16とは別造形 |
| 235 | 時防流覇利丸                                                       | SD頑駄無 武者○伝2                                                | 2002年7月  | →No.241に一部ランナーを流用 |
| 236 | PF-78 パーフェクトガンダム                                         | SDガンダム GGENERATION NEO MSV                                   | 2002年7月  | GFFリファイン仕様 ガンダムに換装可、No.20とは別造形 No.251と一部ランナーが共通 専用オリジナルヘッドギア、支援機ガンキャリアー（No.251支援機と連結可）追加付属 |
| 237 | 撃鱗将頑駄無                                                       | SD頑駄無 武者○伝2                                                | 2002年8月  | 一部ランナーをNo.126から流用 |
| 238 | MSM-03 ゴッグ MSM-04 アッガイ MSM-10 ゾック                        | SDガンダム GGENERATION NEO 機動戦士ガンダム                      | 2002年8月  | |
| 239 | GF13-017NJ シャイニングガンダム                                    | SDガンダム GGENERATION NEO 機動武闘伝Gガンダム                   | 2002年9月  | No.132とは別造形 MGに手パーツを流用可 |
| 240 | 神武兜頑駄無                                                       | SD頑駄無 武者○伝2                                                | 2002年10月 | 一部ランナーをNo.232から流用 |
| 241 | 零覇利法師                                                         | SD頑駄無 武者○伝2                                                | 2002年11月 | 一部ランナーをNo.235から流用 |
| 242 | GF13-017NJII Gガンダム                                             | SDガンダム GGENERATION NEO 機動武闘伝Gガンダム                   | 2002年12月 | No.138とは別造形 MGに手パーツを流用可 |
| 243 | 光斧雷頑駄無                                                       | SD頑駄無 武者○伝2                                                | 2003年1月  | 一部ランナーをNo.233から流用 |
| 244 | 號號将頑駄無                                                       | SD頑駄無 武者○伝2                                                | 2003年2月  | 一部ランナーをNo.158から流用 |
| 245 | JDG-00X デビルガンダム                                             | SDガンダム GGENERATION NEO 機動武闘伝Gガンダム                   | 2003年2月  | |
| 246 | GAT-X105 ストライクガンダム                                        | SDガンダム GGENERATION NEO 機動戦士ガンダムSEED                  | 2003年2月  | パッケージは1/60ストライクガンダムをモチーフにしている →No.259に全パーツを流用                                                                                |
| 247 | 破牙丸                                                             | SD頑駄無 武者○伝III                                              | 2003年3月  | →No.260及びNo.353に一部ランナーを流用 |
| 248 | MBF-P02 ガンダムアストレイ                                         | SDガンダム GGENERATION NEO 機動戦士ガンダムSEED ASTRAY           | 2003年4月  | レッドフレーム →No.299に全パーツを流用 |
| 249 | 武侍丸                                                             | SD頑駄無 武者○伝III                                              | 2003年4月  | →No.348に一部ランナーを流用 |
| 250 | 鉄板丸                                                             | SD頑駄無 武者○伝III                                              | 2003年5月  | |
| 251 | FA-78 フルアーマーガンダム                                         | SDガンダム GGENERATION NEO MSV                                   | 2003年6月  | GFFリファイン仕様 ガンダムに換装可 No.236と一部ランナーが共通 専用オリジナルヘッドギア、支援機Gベース（No.236支援機と連結可）追加付属                         |
| 252 | 神槍丸                                                             | SD頑駄無 武者○伝III                                              | 2003年7月  | →No.338に一部ランナーを流用 |
| 253 | 努貫丸                                                             | SD頑駄無 武者○伝III                                              | 2003年8月  | 一部ランナーをNo.151から流用 |
| 254 | 蒼天丸&紅天丸                                                      | SD頑駄無 武者○伝III                                              | 2003年8月  | |
| 255 | 武者○秘将軍                                                        | SD頑駄無 武者○伝III                                              | 2003年9月  | 一部ランナーをNo.219から流用 |
| 256 | 円従烏賊と火威獣丸                                                 | SD頑駄無 武者○伝III                                              | 2003年10月 | →No.342に一部ランナーを流用 |
| 257 | ZGMF-X10A フリーダムガンダム                                       | SDガンダム GGENERATION NEO 機動戦士ガンダムSEED                  | 2003年11月 | |
| 258 | 鳳凰似帝大将軍                                                     | SD頑駄無 武者○伝III                                              | 2003年12月 | 珀神丸大将軍、武炒丸翔軍、超将爆牙のセット |
| 259 | GAT-X105 ストライクガンダム ストライカーウエポンシステム           | SDガンダム GGENERATION NEO 機動戦士ガンダムSEED                  | 2004年1月  | No.246にストライカーパック3種とスカイグラスパーを追加 オリジナルとしてすべてのストライカーを装備した「スーパーストライクガンダム」に換装可能                  |
| 260 | 超将軍闘我                                                         | SD頑駄無 武者○伝III                                              | 2004年2月  | 一部ランナーをNo.247から流用 |
| 261 | GAT-X303 イージスガンダム                                          | SDガンダム GGENERATION NEO 機動戦士ガンダムSEED                  | 2004年2月  | |
| 262 | ヘビーウエポン・キャプテンガンダム                                 | SDガンダムフォース                                               | 2004年3月  | |
| 263 | ザッパーザク（重武装型）                                           | SDガンダムフォース                                               | 2004年5月  | |
| 264 | GAT-X207 ブリッツガンダム                                          | SDガンダム GGENERATION SEED 機動戦士ガンダムSEED                 | 2004年5月  | |
| 265 | 少年武者烈丸                                                       | SDガンダムフォース絵巻 武者烈伝 武化舞可編                       | 2004年6月  | |
| 266 | 炎の武人 武者頑駄無爆熱丸                                          | SDガンダムフォース                                               | 2004年7月  | No.269と一部パーツが共通 |
| 267 | 烈火武者頑駄無                                                     | SDガンダムフォース絵巻 武者烈伝 武化舞可編                       | 2004年8月  | →No.331に全パーツを流用 |
| 268 | ZGMF-X09A ジャスティスガンダム                                     | SDガンダム GGENERATION SEED 機動戦士ガンダムSEED                 | 2004年9月  | |
| 269 | 武者頑駄無爆心丸                                                   | SDガンダムフォース                                               | 2004年10月 | No.266と一部パーツが共通 |
| 270 | 少年剣士嵐丸                                                       | SDガンダムフォース絵巻 武者烈伝 武化舞可編                       | 2004年10月 | |
| 271 | 疾風剣豪精太                                                       | SDガンダムフォース絵巻 武者烈伝 武化舞可編                       | 2004年10月 | →No.332に全パーツを流用 |
| 272 | ハイパーキャプテンガンダム                                         | SDガンダムフォース                                               | 2004年11月 | |
| 273 | ガンダム RX-78NT-1                                                 | 機動戦士ガンダム0080 ポケットの中の戦争                          | 2004年11月 | No.37とは別造形 チョバムアーマーのほか、オリジナルのフェイスマスクが付属。これらを合体させるとチョバムタンクに                                                |
| 274 | 少年法師霧丸                                                       | SDガンダムフォース絵巻 武者烈伝 武化舞可編                       | 2004年12月 | |
| 275 | 龍神導師仁宇                                                       | SDガンダムフォース絵巻 武者烈伝 武化舞可編                       | 2004年12月 | →No.343に全パーツを流用 |
| 276 | GAT-X102 デュエルガンダム アサルトシュラウド                       | SDガンダム GGENERATION SEED 機動戦士ガンダムSEED                 | 2005年2月  | |
| 277 | 幼年軍師雷                                                         | SDガンダムフォース絵巻 武者烈伝 武化舞可編                       | 2005年2月  | |
| 278 | 剛熱機械師駄舞留精太                                               | SDガンダムフォース絵巻 武者烈伝 武化舞可編                       | 2005年3月  | |
| 279 | 隠密忍者農丸                                                       | SDガンダムフォース絵巻 武者烈伝 武化舞可編                       | 2005年5月  | →No.350に全パーツを流用 |
| 280 | ZGMF-X56S/α フォースインパルスガンダム                             | 機動戦士ガンダムSEED DESTINY                                     | 2005年6月  | |
| 281 | ZGMF-1000 ガナーザクウォーリア（ルナマリア・ホーク専用機）         | 機動戦士ガンダムSEED DESTINY                                     | 2005年7月  | |
| 282 | 天翔狩人摩亜屈                                                     | SDガンダムフォース絵巻 武者烈伝 武化舞可編                       | 2005年8月  | →No.339に全パーツを流用 |
| 283 | 機動武者烈火大鋼                                                   | SDガンダムフォース絵巻 武者烈伝 武化舞可編                       | 2005年9月  | No.130の成型色とシールを変更し、新規パーツを追加 |
| 284 | 鉄機武者斎胡                                                       | SDガンダムフォース絵巻 武者烈伝 武化舞可編                       | 2005年10月 | |
| 285 | ZGMF-1001/M ブレイズザクファントム〔レイ・ザ・バレル専用機〕       | 機動戦士ガンダムSEED DESTINY                                     | 2005年11月 | No.281の一部流用 |
| 286 | 頑駄無大将軍〔頑駄無異歩流武版〕                                   | GUNDAM EVOLVE ../                                                | 2005年12月 | No.267とは別造形 |
| 287 | 黒龍頑駄無                                                         | 武者番長風雲録                                                   | 2006年2月  | |
| 288 | ZGMF-X20A ストライクフリーダムガンダム                             | 機動戦士ガンダムSEED DESTINY                                     | 2006年3月  | |
| 289 | 白凰頑駄無                                                         | 武者番長風雲録                                                   | 2006年4月  | |
| 290 | ZGMF-X42S デスティニーガンダム                                     | 機動戦士ガンダムSEED DESTINY                                     | 2006年5月  | |
| 291 | 赤獅子頑駄無                                                       | 武者番長風雲録                                                   | 2006年6月  | |
| 292 | 青狼頑駄無                                                         | 武者番長風雲録                                                   | 2006年8月  | |
| 293 | GAT-X105E+AQM/E-X09S ストライクノワールガンダム                    | 機動戦士ガンダムSEED C.E.73 STARGAZER                            | 2006年12月 | |
| 294 | GAT-X103AP ヴェルデバスターガンダム                                | 機動戦士ガンダムSEED C.E.73 STARGAZER                            | 2007年4月  | |
| 295 | GAT-X1022 ブルデュエルガンダム                                     | 機動戦士ガンダムSEED C.E.73 STARGAZER                            | 2007年5月  | No.276の仕様変更 |
| 296 | ZGMF-1000/M ブレイズザクウォーリア                                 | 機動戦士ガンダムSEED DESTINY                                     | 2007年7月  | No.281、285の仕様変更 |
| 297 | GSX-401FW スターゲイザーガンダム                                   | 機動戦士ガンダムSEED C.E.73 STARGAZER                            | 2007年8月  | |
| 298 | ZGMF-1001/M ブレイズザクファントム(ハイネ・ヴェステンフルス専用機) | 機動戦士ガンダムSEED DESTINY                                     | 2007年8月  | No.285の仕様変更 |
| 299 | MBF-P01 ガンダムアストレイ ゴールドフレーム                        | 機動戦士ガンダムSEED ASTRAY                                      | 2007年9月  | No.248の仕様変更 |

### No.300～399
| No. | 商品名                                                 | 作品名                                                                          | 発売時期   | 備考 |
| --- | ------------------------------------------------------ | ------------------------------------------------------------------------------- | ---------- | --- |
| 300 | 劉備ガンダム                                           | BB戦士三国伝 風雲豪傑編                                                         | 2007年6月  | |
| 301 | 張飛ガンダム                                           | BB戦士三国伝 風雲豪傑編                                                         | 2007年6月  | |
| 302 | 関羽ガンダム                                           | BB戦士三国伝 風雲豪傑編                                                         | 2007年6月  | |
| 303 | 司馬懿サザビー                                         | BB戦士三国伝 風雲豪傑編                                                         | 2007年8月  | |
| 304 | 曹操ガンダム                                           | BB戦士三国伝 風雲豪傑編                                                         | 2007年10月 | |
| 305 | 孫権ガンダム                                           | BB戦士三国伝 風雲豪傑編                                                         | 2007年11月 | |
| 306 | 呂布トールギス 赤兎馬・天玉鎧                          | BB戦士三国伝 風雲豪傑編                                                         | 2007年11月 | No300,304,305との連動ギミック |
| 307 | 夏侯惇ギロス                                           | BB戦士三国伝 英雄激突編                                                         | 2008年2月  | |
| 308 | 孔明リ・ガズィ                                         | BB戦士三国伝 英雄激突編                                                         | 2008年4月  | |
| 309 | 夏侯淵ダラス                                           | BB戦士三国伝 英雄激突編                                                         | 2008年5月  | ランナーの一部がNo.307と共通 |
| 310 | 関平ガンダム                                           | BB戦士三国伝 英雄激突編                                                         | 2008年6月  | No.300からホンタイランナーを流用 |
| 311 | 趙雲ガンダム・飛影閃 趙雲ガンダム単騎駆け              | BB戦士三国伝 英雄激突編                                                         | 2008年7月  | |
| 312 | 呂蒙ディジェ・甘寧ケンプファー 轟強襲水軍              | BB戦士三国伝 英雄激突編                                                         | 2008年8月  | |
| 313 | GN-001 ガンダムエクシア                                | 機動戦士ガンダム00                                                              | 2008年8月  | |
| 314 | 張遼ゲルググ                                           | BB戦士三国伝 英雄激突編                                                         | 2008年9月  | |
| 315 | 周瑜ヒャクシキ                                         | BB戦士三国伝 英雄激突編                                                         | 2008年10月 | |
| 316 | GN-0000 ダブルオーガンダム                             | 機動戦士ガンダム00                                                              | 2008年10月 | |
| 317 | BB戦士三国伝#翔（幽州義勇軍）周倉ドーベンウルフ        | BB戦士三国伝 英雄激突編                                                         | 2008年11月 | No.300からホンタイランナーを流用 |
| 318 | 翔烈帝 劉備ガンダム 龍輝宝・的廬                       | BB戦士三国伝 英雄激突編                                                         | 2008年12月 | No.311からセンバランナーを流用 No.301,302,311,321,323との連動ギミック |
| 319 | 陸遜ゼータプラス                                       | BB戦士三国伝 英雄激突編                                                         | 2009年1月  | |
| 320 | 張郃ザクIII                                            | BB戦士三国伝 英雄激突編                                                         | 2009年2月  | No.303からホンタイランナーを流用 |
| 321 | 馬超ブルーディスティニー                               | BB戦士三国伝 戦神決闘編                                                         | 2009年3月  | |
| 322 | GN-0000+GNR-010 ダブルオーライザー                     | 機動戦士ガンダム00                                                              | 2009年4月  | No.316に新規ランナーを追加 |
| 323 | 黄忠ガンダム                                           | BB戦士三国伝 戦神決闘編                                                         | 2009年4月  | |
| 324 | 部隊兵                                                 | BB戦士三国伝 戦神決闘編                                                         | 2009年4月  | キャンペーン限定品を一般流通用に改良したもの |
| 325 | 徐晃サーペント                                         | BB戦士三国伝 戦神決闘編                                                         | 2009年5月  | No.304との連動ギミック |
| 326 | 孫尚香ガーベラ                                         | BB戦士三国伝 戦神決闘編                                                         | 2009年5月  | |
| 327 | 曹丕ガンダム                                           | BB戦士三国伝 戦神決闘編                                                         | 2009年6月  | No.304との連動ギミック |
| 328 | 白銀流星馬                                             | BB戦士三国伝 戦神決闘編                                                         | 2009年6月  | No.311から趙雲ガンダム本体を削除してセンバランナーのみにしたもの |
| 329 | RX-78-2 ガンダム（アニメーションカラー）               | 機動戦士ガンダム                                                                | 2009年7月  | No.236のガンダム本体に武器パーツを追加 |
| 330 | 天翔竜 孔明νガンダム                                   | BB戦士三国伝 戦神決闘編                                                         | 2009年7月  | |
| 331 | 武田信玄頑駄無                                         | SD戦国伝 武神降臨編                                                             | 2009年8月  | No.267の成型色及び付属シールを変更し、新規パーツを追加 |
| 332 | 上杉謙信頑駄無                                         | SD戦国伝 武神降臨編                                                             | 2009年8月  | No.271の成型色及び付属シールを変更し、新規パーツを追加 |
| 333 | GN-000 Oガンダム（実戦配備型）                         | 機動戦士ガンダム00                                                              | 2009年8月  | |
| 334 | GN-001REII ガンダムエクシア リペアII                   | 機動戦士ガンダム00                                                              | 2009年8月  | No.313に新規ランナーを追加 |
| 335 | 阿修羅王 孟獲ガンダム 祝融ガンダム・巨神象セット       | BB戦士三国伝 戦神決闘編                                                         | 2009年8月  | |
| 336 | 南方牙隊                                               | BB戦士三国伝 戦神決闘編                                                         | 2009年8月  | No.324（単体）とNo.328をセットにして成型色と付属シールなどの仕様を変更したもの |
| 337 | 劉封ガンダム                                           | BB戦士三国伝外伝 武勇激闘録                                                     | 2009年8月  | 一部ランナーをNo.143から流用 |
| 338 | 周泰ガンダム                                           | BB戦士三国伝外伝 武勇激闘録                                                     | 2009年8月  | 一部ランナーをNo.252から流用 |
| 339 | 直江兼続頑駄無                                         | SD戦国伝 武神降臨編                                                             | 2009年8月  | No.282の成型色及びシールを変更し、新規パーツを追加 |
| 340 | 太史慈ドム                                             | BB戦士三国伝 戦神決闘編                                                         | 2009年9月  | |
| 341 | 荀彧ガンダム                                           | BB戦士三国伝外伝 武勇激闘録                                                     | 2009年9月  | 一部ランナーをNo.77から流用 |
| 342 | 許褚ガンダム                                           | BB戦士三国伝外伝 武勇激闘録                                                     | 2009年9月  | 一部ランナーをNo.256から流用 |
| 343 | 真田幸村頑駄無                                         | SD戦国伝 武神降臨編                                                             | 2009年9月  | No.275の成型色及びシールを変更し、新規パーツを追加 |
| 344 | 織田信長頑駄無                                         | SD戦国伝 武神降臨編                                                             | 2009年9月  | No.286の成型色及びシールを変更し、新規パーツを追加 |
| 345 | 姜維ガンダムF91                                        | BB戦士三国伝 戦神決闘編                                                         | 2009年10月 | |
| 346 | 丁奉ガンダム                                           | BB戦士三国伝外伝 武勇激闘録                                                     | 2009年10月 | 一部ランナーをNo.206から流用 |
| 347 | 馬岱ガンダム                                           | BB戦士三国伝外伝 武勇激闘録                                                     | 2009年11月 | 一部ランナーをNo.205から流用 |
| 348 | 馬謖ガンダム                                           | BB戦士三国伝外伝 武勇激闘録                                                     | 2009年11月 | 一部ランナーをNo.249から流用 |
| 349 | 孫策サイサリスガンダム                                 | BB戦士三国伝 戦神決闘編                                                         | 2009年11月 | |
| 350 | 伊達政宗頑駄無                                         | SD戦国伝 武神降臨編                                                             | 2009年11月 | No.279の成型色及びシールを変更し、新規パーツを追加 |
| 351 | 轟大帝 孫権ガンダム・虎燐魄                            | BB戦士三国伝 戦神決闘編                                                         | 2009年12月 | 孫堅ゼフィランサスとして組み立てることも可能 |
| 352 | 戦神合身 蚩尤ガンダム                                  | BB戦士三国伝 戦神決闘編                                                         | 2009年12月 | |
| 353 | 楽進ガンダム                                           | BB戦士三国伝外伝 武勇激闘録                                                     | 2009年12月 | 一部ランナーをNo.247から流用 |
| 354 | 豊臣秀吉頑駄無                                         | SD戦国伝 武神降臨編                                                             | 2009年12月 | No.100の成型色及びシールを変更し、新規パーツを追加 |
| 355 | 徳川家康頑駄無                                         | SD戦国伝 武神降臨編                                                             | 2010年1月  | No.199の成型色及びシールを変更し、新規パーツを追加 |
| 356 | 郭嘉ヴァサーゴ                                         | BB戦士三国伝 戦神決闘編                                                         | 2010年1月  | |
| 357 | 玄武装 呂布トールギス                                  | BB戦士三国伝 戦神決闘編                                                         | 2010年1月  | |
| 358 | 厳顔ガンダム                                           | BB戦士三国伝外伝 武勇激闘録                                                     | 2010年1月  | 一部ランナーをNo.201から流用 |
| 359 | 凌統ガンダム                                           | BB戦士三国伝外伝 武勇激闘録                                                     | 2010年1月  | 一部ランナーをNo.208から流用 |
| 360 | RX-0 ユニコーンガンダム                                | 機動戦士ガンダムUC                                                              | 2010年2月  | ユニコーンモード、デストロイモードのほかにオリジナル形態「ビーストモード」に変形可能 |
| 361 | 于禁ガンダム                                           | BB戦士三国伝外伝 武勇激闘録                                                     | 2010年2月  | 一部ランナーをNo.159から流用 |
| 362 | 天熾鵬 司馬懿サザビー                                  | BB戦士三国伝 戦神決闘編                                                         | 2010年2月  | |
| 363 | 張苞ガンダム                                           | BB戦士三国伝外伝 武勇激闘録                                                     | 2010年3月  | No.151からのランナー流用 |
| 364 | GNT-0000 ダブルオークアンタ                            | 機動戦士ガンダム00                                                              | 2010年12月 | No.322からの粒子貯蔵タンクが付属として組み立て「ダブルオーライザー（粒子貯蔵タンク型）」とも可能。 |
| 365 | MSN-06S シナンジュ                                     | 機動戦士ガンダムUC                                                              | 2011年3月  | オリジナル形態「ビーストモード」に変形可能 |
| 366 | XXXG-01W ウイングガンダム EW                           | 新機動戦記ガンダムW Endless Waltz 敗者たちの栄光                                | 2011年6月  | |
| 367 | NZ-666 クシャトリヤ                                    | 機動戦士ガンダムUC                                                              | 2011年8月  | 同スケールのロトが付属 オリジナル形態「スコーピオンモード」に変形可能 |
| 368 | GN-0000/7SG ダブルオーガンダム セブンソード／G         | 機動戦士ガンダム00V戦記                                                         | 2011年9月  | No.316に新規ランナーを追加 |
| 369 | AGE-1 ガンダムAGE-1 ノーマル・タイタス・スパロー       | 機動戦士ガンダムAGE                                                             | 2012年3月  | ウェア輸送機「AMEMBO」が付属 今商品より「黒目」シールが復活。黒目無しとの選択式に |
| 370 | LEGENDBB 騎士ガンダム                                  | レジェンドBB                                                                    | 2012年4月  | ケンタウロス形態に変形可能。 |
| 371 | AGE-2 ガンダムAGE-2 ノーマル・ダブルバレット           | 機動戦士ガンダムAGE                                                             | 2012年5月  | オリジナルギミックとして、本機のデザイナー海老川兼武考案のフルアームド形態に換装可能。 |
| 372 | AGE-3 ガンダムAGE-3 ノーマル・フォートレス・オービタル | 機動戦士ガンダムAGE                                                             | 2012年7月  | 余剰パーツ用ハンガーが付属 |
| 373 | LEGENDBB 武者頑駄無                                    | レジェンドBB                                                                    | 2012年7月  | 足軽璽武の頭部が付属。 |
| 374 | xvm-fzc ガンダムレギルス                               | 機動戦士ガンダムAGE                                                             | 2012年9月  | ヴェイガンタイプとガンダムタイプの二種のアイパーツに換装することができる。 |
| 375 | LEGENDBB コマンドガンダム                              | レジェンドBB                                                                    | 2012年10月 | 装備武器を合体させてメガランチャーモードに。 |
| 376 | AGE-FX ガンダムAGE-FX                                  | 機動戦士ガンダムAGE                                                             | 2012年11月 | |
| 377 | LEGENDBB 武者號斗丸                                    | レジェンドBB                                                                    | 2012年12月 | 爆熱の陣へ変形 |
| 378 | LEGENDBB 魔竜剣士ゼロガンダム                          | レジェンドBB                                                                    | 2013年1月  | リミッター解除時の姿との選択式 |
| 379 | MSN-001A1 デルタプラス                                 | 機動戦士ガンダムUC                                                              | 2013年2月  | ウェイブライダーに変形 ディスプレイスタンドにもなるベースジャバーが付属 |
| 380 | RX-0 バンシィ                                          | 機動戦士ガンダムUC                                                              | 2013年3月  | No.360の成形色変更と新規パーツを追加した仕様変更品 ユニコーンモードとデストロイモードを再現 No.360用黒目シールが付属 |
| 381 | LEGENDBB 殺駆頭（闇将軍）                              | レジェンドBB                                                                    | 2013年4月  | 殺駆頭と闇将軍の選択式 |
| 382 | MSN-04 サザビー                                        | 機動戦士ガンダム 逆襲のシャア                                                   | 2013年5月  | 待機状態だけでなく攻撃形態のファンネルも別途付属し、ファンネルボックスにパーツを装着してファンネル射出時を再現できる |
| 383 | LEGENDBB ストライク劉備ガンダム                        | BB戦士三国伝レジェンドBB、レジェンドBB                                          | 2013年6月  | 蒼龍の鎧を単独で分離できる 蒼龍の神器と炎凰の神器が付属し、四種の形態を再現可能 |
| 384 | RX-93-ν2 Hi-νガンダム                                  | 機動戦士ガンダム 逆襲のシャア ベルトーチカチルドレン                            | 2013年7月  | フィンファンネルを攻撃形態にして、発射状態で飾れるパーツが付属 |
| 385 | LEGEND BB 騎士ユニコーンガンダム                       | 新約SDガンダム外伝 救世騎士伝承、SDガンダム・アルティメットバトル、レジェンドBB | 2013年11月 | マスクドモードとビーストモードに変身できる No.370のケンタウロスパーツで神獣モードにすることも可能 |
| 386 | RX-105 Ξガンダム                                       | 機動戦士ガンダム 閃光のハサウェイ                                               | 2013年12月 | 発射状態を再現したファンネルミサイルが付属 簡易モデルのメッサーとギャルセゾンが付属する |
| 387 | RX-93 νガンダム                                        | 機動戦士ガンダム 逆襲のシャア                                                   | 2014年1月  | フィンファンネルを攻撃形態にして、発射状態で飾れるパーツが付属 |
| 388 | GAT-X105B/FP ビルドストライクガンダム フルパッケージ   | ガンダムビルドファイターズ                                                      | 2014年3月  | 付属するビームライフルは強化型のみ |
| 389 | 侍ノ弐 戦国アストレイ頑駄無                            | ガンダムビルドファイターズ                                                      | 2014年4月  | オリジナルギミックとして盾と肩鎧を組み合わせた鎧傀儡形態にすることが可能 |
| 390 | RX-0 フルアーマー・ユニコーンガンダム                  | 機動戦士ガンダムUC                                                              | 2014年4月  | |
| 391 | RX-0N ユニコーンガンダム2号機 バンシィ・ノルン         | 機動戦士ガンダムUC                                                              | 2014年5月  | |
| 392 | NZ-999 ネオ・ジオング                                  | 機動戦士ガンダムUC                                                              | 2014年6月  | 既存のシナンジュをコアに新規パーツという構成 |
| 393 | LEGEND BB フルアーマー騎士ガンダム                     | レジェンドBB                                                                    | 2014年7月  | No.370の一部を流用 |
| 394 | RX-0 ユニコーンガンダム3号機 フェネクス                | 機動戦士ガンダムUC                                                              | 2014年9月  | |
| 395 | LEGEND BB 二代目頑駄無大将軍                           | レジェンドBB                                                                    | 2014年10月 | 雷凰頑駄無との選択式 |
| 396 | BG-011B ビルドバーニングガンダム                       | ガンダムビルドファイターズトライ                                                | 2014年12月 | 多数のパーツを自在に組み替えられる、炎エフェクトが付属 HGBFビルドバーニングガンダム背中用の炎エフェクトパーツも、本品の背中に付けられる BBオリジナルの軽装形態にすることが可能。別売のレジェンドBB規格の装備品を身にまとえる |
| 397 | LEGEND BB 武者飛駆鳥                                   | レジェンドBB                                                                    | 2015年1月  | 「金色の羽衣（鉄鋼迦楼羅）」は成型色で処理されている |
| 398 | LGZ-91 ライトニングガンダム                            | ガンダムビルドファイターズトライ                                                | 2015年4月  | ライトニングバックウェポンシステムが付属、 飛行形態へ組み替え変形する 飛行形態では、396を機体の上に載せることが可能 SDBFウイニングガンダムのパーツをビームライフルに装着し、ウイニングランチャーも形成できる ライトニングバックウェポンシステムとビームライフルを合体させたオリジナル武器を、HGBFライトニングガンダムに持たせられる |
| 399 | LEGEND BB バーサル騎士ガンダム                         | レジェンドBB                                                                    | 2015年8月  | No.370の一部を流用 ケンタウロス形態に変形可能 |

### No.400～499
| No. | 商品名                                                           | 作品名                              | 発売時期   | 備考                   |
| --- | ---------------------------------------------------------------- | ----------------------------------- | ---------- | ---------------------- |
| 400 | LEGEND BB 騎士スペリオルドラゴン                                 | レジェンドBB                        | 2016年5月  |                        |
| 401 | ASW-G-08 ガンダム・バルバトス DX                                 | 機動戦士ガンダム 鉄血のオルフェンズ | 2016年8月  |                        |
| 402 | ASW-G-08 ガンダム・バルバトスルプス DX                           | 機動戦士ガンダム 鉄血のオルフェンズ | 2017年1月  |                        |
| 403 | LEGEND BB 真駆参大将軍                                           | レジェンドBB                        | 2017年5月  | 頑駄無真悪参との選択式 |
| 404 | LEGEND BB 武者頑駄無真悪参                                       | レジェンドBB                        | 2017年11月 |                        |
| 405 | 胡軫ギャン&部隊兵士（董卓軍）                                    | BB戦士三国伝                        | 2018年2月  |                        |
| 406 | 公孫瓚イージーエイト&四神鬼甲戦車                                | BB戦士三国伝                        | 2018年2月  |                        |
| 407 | 董卓ザク&部隊兵士（董卓軍）                                      | BB戦士三国伝                        | 2018年2月  |                        |
| 408 | 袁術ズサ&天鎧送                                                  | BB戦士三国伝                        | 2018年2月  |                        |
| 409 | 袁紹バウ&玉璽                                                    | BB戦士三国伝                        | 2018年2月  |                        |
| 410 | 典韋アッシマー 賈詡アシュタロン 攻城兵器セット&合体武装6種（甲） | BB戦士三国伝                        | 2018年2月  |                        |
| 411 | 黄蓋グフ&合体武装6種（乙）                                       | BB戦士三国伝                        | 2018年2月  |                        |
| 412 | 貂蝉キュベレイ&武将座                                            | BB戦士三国伝                        | 2018年2月  |                        |

### セット・限定版
セット品
| 商品名                                                                | 発売時期   | 備考 |
| --------------------------------------------------------------------- | ---------- | --- |
| 地上最強10体セット                                                    | 1992年12月 | No.97〜99、101〜107のセット                                                                                  |
| 白鋼四大将軍の陣                                                      | 1992年12月 | 銀メッキ仕様のNo.44、67、79、94と家紋シールのセット                                                          |
| 伝説の大将軍編最終決戦7体セット                                       | 1992年12月 | No.109〜112、118〜120のセット                                                                                |
| 集結頑駄無軍団!! 10体セット                                           | 1992年12月 | No.123、125〜128、130、133、135、137、139のセット                                                            |
| 超機動大将軍最強対決8体セット!!                                       | 1992年12月 | No.141、143〜147、150、153と転生シール（闘覇の章）のセット                                                   |
| 轟炎武威大将軍                                                        | 1995年8月  | No.163、164のセット                                                                                          |
| 獅龍凰出陣頑駄無6体セット                                             | 1996年12月 | No.157〜161、167と天動神器のセット                                                                           |
| SDガンダムV作戦セット                                                 | 2002年3月  | No.200、221、225とドレスアップシールのセット                                                                 |
| Go!Go!豪華秘伝 武者バトル最強チーム!                                  | 2002年12月 | No.113（金メッキ仕様）、158（クリア成型＋初期輝羅鋼仕様）、232（パール成型＋青メッキ仕様）とすごろくのセット |
| 三国伝 桃園の誓いセット                                               | 2007年12月 | No.300〜302（フルカラークリア仕様）とジオラマシートのセット                                                  |
| ストライクフリーダムガンダムVSデスティニーガンダム                    | 2008年3月  | No.288、290（成型色変更）とリアルドレスアップシールのセット                                                  |
| 逆襲のシャアセット                                                    | 2008年3月  | No.9〜12とGジェネNo.01〜03のセットにBB戦士No.12の成型色を変更した「レズン専用ギラ・ドーガ」を追加            |
| 曹操ガンダム・司馬懿サザビー ～官渡の奇跡～                           | 2008年4月  | No.303、304（フルカラークリア仕様）とジオラマシートのセット                                                  |
| 孔明リ・ガズィ・趙雲ガンダム ～赤壁の爆炎～                           | 2008年12月 | No.308、311（飛影閃は付属せず）（フルカラークリア仕様）とジオラマシートのセット                              |
| 孫権ガンダム・周瑜ヒャクシキ ～赤壁の轟砲～                           | 2009年3月  | No.305（フルカラークリア仕様）、315（金メッキ仕様）とジオラマシートのセット                                  |
| 孔明リ・ガズィ・周瑜ヒャクシキ ～レッドクリフカラー～                 | 2009年3月  | No.308、315（成型色変更）とジオラマシートのセット                                                            |
| 機武帝 曹操ガンダム 徐晃サーペント・曹丕ガンダム                      | 2009年6月  | No.304、325、327（成型色変更）とホログラムシール、エフェクトパーツのセット                                   |
| 呂布トールギス・赤兎馬・天玉鎧 ～三璃紗最強、暴将、戦馬、神器セット～ | 2009年9月  | No.306（フルカラークリア仕様）                                                                               |
| ゼータガンダム＆νガンダム（HWS仕様）                                  | 2009年9月  | |
| Gガンダム＆ウイングガンダム ゼロカスタム                              | 2009年11月 | GガンダムはNo.242                                                                                            |
| フリーダムガンダム＆ガンダムエクシア                                  | 2010年1月  | |
| ガンダムRX-78NT-1＆ガンダムGP01Fb                                     | 2010年4月  | ガンダムRX-78NT-1はNo.273                                                                                    |
| ストライクガンダム＆フォースインパルスガンダム                        | 2010年7月  | |

限定品
| 商品名                        | 発売時期   | 備考                                           |
| ----------------------------- | ---------- | ---------------------------------------------- |
| 天下統一 二代目頑駄無大将軍   | 1991年12月 | パッケージに二代目表記あり、パールホワイト成型 |
| 黄金の英雄 頑駄無大将軍       | 1992年7月  | No.44の金メッキ仕様                            |
| 黄金の英雄 三代目頑駄無大将軍 | 1992年7月  | No.67の金メッキ仕様                            |
| 黄金の英雄 四代目頑駄無大将軍 | 1992年7月  | No.94の金メッキ仕様                            |
| 黄金の英雄 キングガンダムII世 | 1992年7月  | No.95の金メッキ仕様                            |
| 黄金の英雄 ガンダムF90PV      | 1992年7月  | No.96の金メッキ仕様                            |
| 機駕太傅 司馬懿サザビー       | 2009年3月  | No.304の赤メッキ仕様                           |

PlayStation用ゲームソフト付属
PS用ゲームソフトに付属するキット。
| 商品名           | 付属ソフト                               | 備考                        |
| ---------------- | ---------------------------------------- | --------------------------- |
| 武者號斗丸       | 新SD戦国伝 機動武者大戦 限定版           | No.141のカラーメッキ仕様    |
| RX-78-2 ガンダム | SDガンダム GGENERATION-F LIMITED EDITION | No.200のクリア&銀メッキ仕様 |

キャンペーン賞品
| 商品名                                        | 備考                                                                                                  |
| --------------------------------------------- | --- |
| 武者頑駄無 月光                               | No.17の蓄光素材仕様 No.17・23用シール付属                                                             |
| 殺駆頭                                        | |
| 黄金豪華（ゴールドデラックス）頑駄無大将軍    | No.46の金メッキ仕様                                                                                   |
| 農丸頑駄無 月光丸                             | No.47の蓄光素材仕様                                                                                   |
| 黄金二代目将頑駄無                            | No.54の金メッキ仕様                                                                                   |
| 超白鋼 二代目頑駄無大将軍                     | No.44の銀メッキ仕様                                                                                   |
| 超白鋼 三代目頑駄無大将軍                     | No.67の銀メッキ仕様                                                                                   |
| 超白鋼 初代頑駄無大将軍                       | No.79の銀メッキ仕様                                                                                   |
| 超白鋼 四代目頑駄無大将軍                     | No.94の銀メッキ仕様                                                                                   |
| 超白鋼 新世大将軍                             | No.120の銀メッキ仕様                                                                                  |
| 超機甲神ガンジェネシス                        | No.121のラメ入りカラークリア仕様                                                                      |
| 千力頑駄無                                    | No.133のカラーメッキ仕様                                                                              |
| 鉄機武者鋼丸 青銅Ver                          | No.142のカラーメッキ仕様                                                                              |
| 機動武神天鎧王                                | No.147の金メッキ仕様                                                                                  |
| 結晶輝羅鋼天空鳳凰翼 武者號斗丸               | No.141のカラーメッキ仕様、No.153の色違いのパーツ、ジョイントパーツのセットで武神輝羅鋼キャンペーンB賞 |
| 超輝羅鋼 天零頑駄無                           | No.158のカラーメッキ仕様で武神輝羅鋼キャンペーンA賞                                                   |
| 武威凰大将軍 ゴールドメッキバージョン         | No.163の金メッキ仕様                                                                                  |
| 武者紅零斗丸オリジナルカラー                  | No.170のブルークリア仕様                                                                              |
| 結晶輝羅鋼天空鳳凰翼 武者紅零斗丸             | No.170のカラーメッキ仕様、No.153のパーツ、ジョイントパーツのセット                                    |
| 天空武将 戦刃丸                               | No.176のカラーメッキ仕様                                                                              |
| 武者ウイングゼロ                              | No.192の金メッキ仕様                                                                                  |
| クリスタルバージョン ファーストガンダム大将軍 | No.199のカラークリア仕様                                                                              |
| クリスタルバージョン 武者ターンエーガンダム   | No.201のカラークリア仕様                                                                              |
| 豪華無敗!! 若神丸                             | No.232の赤メッキ&パール成形仕様                                                                       |
| 豪華必殺!! 斧雷丸                             | No.233の青メッキ&パール成形仕様                                                                       |
| エコプラ 劉備ガンダム                         | エコプラ（廃プラスチック）を再利用したNo.300。オリジナルシールが付属                                  |
| 転生シール                                    | 『超機動大将軍』時のキャンペーンで作られた 全10種類                                                   |
| 天動神器                                      | 鳳凰・龍・獅子・闇の神器のセット 金メッキと銀メッキの2種類がある                                      |

イベント・限定販売
| 商品名                                                          | 備考 |
| --------------------------------------------------------------- | --- |
| 鉄機武者鋼丸 クリアバージョン                                   | No.142のクリア仕様 |
| 武者丸 武者魂閃光形態                                           | No.219のクリア仕様 |
| 破牙魔R-02                                                      | No.247のイエロー仕様 |
| 少年武者烈丸                                                    | No.265の金メッキ仕様 |
| 烈火武者頑駄無 江来須斗羅鋼仕様                                 | No.267のカラーメッキ仕様 |
| RX-78-2 GUNDAM Ver.G30th RG1/1GUNDAM PROJECT                    | 静岡ホビーフェア限定販売品 |
| 徳川家康頑駄無 漆黒の鎧版                                       | プレミアムバンダイ限定販売品 |
| ユニコーンガンダム クリアカラーバージョン                       | ガンダムSUPER EXPO 東京2010限定販売品 |
| エコプラ RX-78-2ガンダム                                        | エコプラを再利用したNo.200。オリジナルマーキングシールが付属 |
| エコプラ ザクIIF型                                              | エコプラを利用したNo.218。オリジナルマーキングシールが付属 |
| LEGENDBB 騎士ガンダム メタリックVer.                            | No.370の白色成形ランナーをフルメッキ化し、シールを追加 プレミアムバンダイのホビーオンラインショップでの受注のみの限定販売品                                                 |
| LEGENDBB 武者頑駄無（超鋼（スーパーハガネ）Ver.）               | No.373の赤と金色成形ランナーをフルメッキ化し、シールを追加 プレミアムバンダイのホビーオンラインショップでの受注のみの限定販売品                                             |
| LEGENDBB 武者號斗丸（最終決戦Ver.）                             | No.377の金色成形ランナーをフルメッキ化し、パーツを追加 プレミアムバンダイのホビーオンラインショップでの受注のみの限定販売品                                                 |
| LEGENDBB 殺駆頭（闇将軍 超鋼Ver.）                              | No.385の銀・赤・金の成形ランナーをメッキ化、本体と鎧のパーツはメタリック成形色、シールを追加 プレミアムバンダイのホビーオンラインショップでの受注のみの限定販売品           |
| LEGENDBB 騎士ユニコーンガンダム（アルティメットバトルVer.）     | No.385の金色成形ランナーをフルメッキ化し、白をチタニウムフィニッシュ、その他をグロスインジェクション化 プレミアムバンダイのホビーオンラインショップでの受注のみの限定販売品 |
| ネオ・ジオング メタリックVer.                                   | No.392の赤メッキ仕様 プレミアムバンダイのホビーオンラインショップでの受注のみの限定販売品                                                                                   |
| LEGENDBB フルアーマー騎士ガンダム（伝説の巨人編Ver.）           | No.393の青色成形ランナーをフルメッキ化、炎の剣はクリア、一部をグロスインジェクション化、パーツを追加 プレミアムバンダイのホビーオンラインショップでの受注のみの限定販売品   |
| νガンダム vs サザビー -宿命の対決- セット (GDHKIII LIMITED)     | 「GUNDAM DOCKS AT HONG KONG III」にて販売 |
| LEGENDBB 飛駆鳥大将軍                                           | プレミアムバンダイのホビーオンラインショップでの受注のみの限定販売品 |
| Hi-νガンダム[スペシャルコーティング]                            | ガンダムベース限定 |
| LEGENDBB 新世大将軍                                             | プレミアムバンダイのホビーオンラインショップでの受注のみの限定販売品 |
| ユニコーンガンダムペルフェクティビリティ                        | ガンダムベース限定 |
| LEGENDBB 飛駆鳥大将軍 [クリアカラー]                            | ガンダムベース限定 |
| ユニコーンガンダムペルフェクティビリティ（最終決戦仕様）Ver.GSF | ガンダムベース福岡限定 |

コミックボンボン限定品
コミックボンボンの誌上限定アイテム。
| 商品名                                                                        | 備考                                                                                                   |
| ----------------------------------------------------------------------------- | --- |
| 農丸頑駄無 天地大河スペシャル 黄金武装（ゴールドアーマー）                    | No.47の金メッキ仕様 ボックスアートはやまと虹一 コミックボンボン 1990年4月号で読者1万人に有料配布された |
| 千生大将軍 天地大河スペシャル                                                 | No.100の金メッキ仕様 ボックスアートはやまと虹一                                                        |
| 超白鋼仕上げ 飛天頑駄無超将軍                                                 | No.114の銀メッキ仕様                                                                                   |
| 超白鋼仕上げ 大牙頑駄無超将軍                                                 | No.122の銀メッキ仕様                                                                                   |
| 超輝羅白鋼（ハイパーきらしろはがね） 紅零斗丸                                 | |
| 頑駄無零将軍                                                                  | No.181のカラーメッキ仕様と鳳凰の神器のセット                                                           |
| 武者ウイングゼロS（シャイニング）                                             | No.192のクリア仕様                                                                                     |
| 夢者遊撃隊 武者魂閃光形態                                                     | No.219・220・222のクリア仕様                                                                           |
| 堕悪魔刃頑駄無（スペシャルクリアカラーバージョン）＋堕悪魔刃頑駄無 特典ビデオ | No.178のカラークリア仕様とビデオのセット                                                               |
| 刕王頑駄無                                                                    | No.228のカラークリア仕様                                                                               |
| 爆王頑駄無                                                                    | No.230のカラークリア仕様                                                                               |
| 破牙魔 陽炎効果                                                               | |

コンテスト景品
| 商品名                                  | 備考                     |
| --------------------------------------- | ------------------------ |
| 新荒烈駆主 ゴールドバージョン           | No.73の金メッキ仕様      |
| 初代頑駄無大将軍 ゴールドバージョン     | No.79の金メッキ仕様      |
| 獅頑駄無 ゴールドバージョン             | No.80の金メッキ仕様      |
| 特殊赤メッキ 麗騎士                     | No.86の赤メッキ仕様      |
| 刕王頑駄無                              | No.228のクリア仕様       |
| 爆王頑駄無                              | No.230のクリア仕様       |
| 若神丸                                  | No.232の金メッキ仕様     |
| 斧雷丸                                  | No.233の金メッキ仕様     |
| 時防流 覇利丸                           | No.235の金メッキ仕様     |
| 神武兜頑駄無                            | No.240のカラーメッキ仕様 |
| 烈火武者頑駄無 ゴールドメッキバージョン | No.267の金メッキ仕様     |

カスタマイズ商品
BB戦士を強化するための商品。
| 商品名           | 発売時期   | 対応キット                   | 備考 |
| ---------------- | ---------- | ---------------------------- | --- |
| 強化武具セット①  | 1989年12月 | No.8・17・23・24・26・27・36 | No.8はGジェネレーションNo.2、No.17はNo.47・55、No.23・24・26・27・36はNo.56・61・62・58・63で代替可能 |
| 天翔の神器       | 1990年4月  | No.24                        | No.61で代替可能 |
| 麒麟の神器       | 1990年4月  | No.23                        | No.56で代替可能 |
| 青龍の神器       | 1990年4月  | No.27                        | No.58で代替可能 |
| BB戦士転生シール | 火炎の章   | No.141・143・79・47・116     | シールを付けた状態の名前が以下のように変わる。 武者號斗丸 → 火炎號斗丸 輝龍頑駄無 → 爆龍撃の輝龍 初代頑駄無大将軍 → 火炎大将軍 農丸頑駄無 → 火炎丸 頑駄無阿修羅王 → 阿修羅火炎王                                         |
| BB戦士転生シール | 風刃の章   | No.141・144・44・113・114    | シールを付けた状態の名前が以下のように変わる。 武者號斗丸 → 疾風號斗丸 武者真紅主 → 爆風拳の真紅主 頑駄無大将軍 → 疾風大将軍 風車の百式とうっかりざくれろ → 突風の百式とうっかりざくれろ 飛天頑駄無超将軍 → 飛天嵐超将軍 |
| BB戦士転生シール | 水勢の章   | No.141・145・67・115・125    | シールを付けた状態の名前が以下のように変わる。 武者號斗丸 → 水勢號斗丸 武者鷺主 → 水鳥剣の鷺主 三代目頑駄無大将軍 → 水勢大将軍 頑駄無白龍大帝 → 水龍大帝 雷鳴頑駄無 → 水響頑駄無                                         |
| BB戦士転生シール | 雷光の章   | No.141・146・94・41・111     | シールを付けた状態の名前が以下のように変わる。 武者號斗丸 → 雷光號斗丸 武者冒流刀 → 雷導角の冒流刀 四代目頑駄無大将軍 → 雷光大将軍 将頑駄無 → 稲妻将頑駄無 烈破頑駄無 → 雷閃光の烈破                                     |

その他
| 商品名                              | 発売時期  | 備考 |
| ----------------------------------- | --------- | --- |
| SD戦国伝・天下統一編 導きの巻       | 1991年3月 | |
| 新SD戦国伝・伝説の大将軍編 導きの巻 | 1993年1月 | |
| 輝羅鋼極彩シリーズ                  |           | これまで再生産が困難だったインモールド成形パーツ使用キットを、パーツのデザイン部分をシールで代用する事で再生産を可能にしたシリーズ。No.153、No.158、No.163、No.167、No.172の仕様変更品。 |

### 頑駄無大将軍コレクション
1996年12月発売。ブラインドボックスで梱包されている。単色成型品のほか、メッキVer.とフルカラーメッキVer.が存在する。ガンダムXコレクションに続く、廉価キット第2弾であった。
第3弾としてSD戦国伝の主役を集めた「歴代主人公コレクション」も予定されていたが、実現しなかった。
2002年には、「むちゃ武者くじキャンペーン」の景品として全8種類が店頭配布された。いわゆる「くじ引き」形式で黒袋に包まれ、赤メッキ品が当たれば若神丸のメッキVer.、青メッキ品が当たれば斧雷丸のメッキVer.がその場で追加プレゼントされた。
- 輝神大将軍獅龍凰
- 武威凰大将軍
- 飛駆鳥大将軍
- 新世大将軍
- 四代目頑駄無大将軍
- 三代目頑駄無大将軍
- 頑駄無大将軍（二代目）
- 初代頑駄無大将軍

## SDガンダム プラモデルシリーズ

### SDガンダム ちーびー戦士
1992年から1994年に発売された姉妹品。ポリパーツのフレームに頭・手足・胴体前後を装着させる簡易設計となっている。商品名にはすべて「Jr.」がついている。単体発売のほか、BB戦士No.117やNo.130など大型商品とセットになっているものもある。
| No.         | 商品名                                  | 作品名                                    | 発売時期   | 備考 |
| ----------- | --------------------------------------- | ----------------------------------------- | ---------- | --- |
| 1           | ガンファイヤーJr.                       | SDコマンド戦記II ガンダムフォース         | 1992年5月  | ガンブレイダーに換装。余剰パーツがちーびーオリジナルのレスキュースピナーに変化                                                                                        |
| 2           | 灼熱騎士ガンダムF91Jr.                  | SDガンダム外伝 聖機兵物語                 | 1992年6月  | 『聖機兵物語I 復活の聖機兵』時の装備を再現 |
| 3           | キャプテンガンダムFFJr.                 | SDコマンド戦記II ガンダムフォース         | 1992年7月  | ライオンファイターに組み替え変形 |
| 4           | 騎士ガンダムGP01Jr.                     | SDガンダム外伝 聖機兵物語                 | 1992年8月  | 『聖機兵物語II 聖機兵VS機兵軍団』時の装備を再現 |
| 5           | スターガンダムGP01Jr                    | SDコマンド戦記II ガンダムフォース         | 1992年10月 | スターウルフモードに組み替え変形 |
| 6           | 騎士ガンダムGP03Jr.                     | SDガンダム外伝 聖機兵物語                 | 1992年11月 | 他の騎士系キャラクター同様、鎧が着脱式 |
| 7           | 超竜守護神フォーミュランダーJr.         | ガンドランダーIII 竜の守護神              | 1993年1月  | 鎧パーツは竜機神スーパーガンドラゴンとなる。 武器はガシャポン版フォーミュランダーに流用可能                                                                           |
| 8           | キャプテンフォーミュラー91Jr.           | SDコマンド戦記III SUPER G-ARMS            | 1993年3月  | スターグリフォンに組み替え変形 |
| 9           | キャプテンネオガンダムJr.               | 新ガンダムフォース グレートパンクラチオン | 1993年5月  | コズモフェニックスに組み替え変形。 元祖SDガンダム版より先行して発売された                                                                                             |
| 10          | 殿様ガンダムEXJr.                       |                                           | 1993年6月  | ノーマルの殿様ガンダムにも組める |
| 11          | 聖竜騎士ゼロガンダムJr.                 | 新SDガンダム外伝 ナイトガンダム物語       | 1994年12月 | BB戦士140の本体に収納できる。 鎧台座はちーびーオリジナル武器・フェニックスボーガンとして装備可能 ドラゴンウイングは後にカードダス設定にも逆輸入された形で登場している |
| スペシャル1 | クリスタル戦士 ガンダムナイツ           |                                           | 1993年11月 | クリア仕様のNo.2・4・6のセット |
| スペシャル2 | クリスタル戦士 ガンダムフォーミュラーズ |                                           | 1994年2月  | クリア仕様のNo.7～9のセット |
| スペシャル3 | クリスタル戦士 ガンダムコマンダーズ     |                                           | 1994年3月  | クリア仕様のNo.1・3・5のセット |
| -           | 神秘騎士ネオガンダム                    | SDガンダム外伝 機甲神伝説                 |            | BB戦士No.117に付属 |
| -           | 機甲神エルガイヤー                      | SDガンダム外伝 機甲神伝説                 |            | BB戦士No.121に付属 （可動部は首と肩のみ） |
| -           | 舞威丸                                  | 新SD戦国伝 七人の超将軍編                 |            | BB戦士No.130、283に付属 |

### SDガンダム戦国英雄（ヒーロー）
1996年に発売された廉価版。コミックボンボンに連載された『プラモウォーズ』とのタイアップ。
| No. | 商品名             | 発売時期   | 備考                                                                     |
| --- | ------------------ | ---------- | ------------------------------------------------------------------------ |
| 1   | ムシャガンダムシン | 1996年7月  | ムシャ三兄弟（シン（黄眼）、コウ（赤眼）、ダン（緑眼））のコンパチ       |
| 2   | ムシャガンダムガイ | 1996年12月 | ドリルムシャ三兄弟（ガイ（黄眼）、ゴウ（赤眼）、ギン（緑眼））のコンパチ |

### SDガンダム ガンダムXコレクション
1996年発売。ブラインドボックスで梱包されている。単色成型品のほか、メッキVer.とフルカラーメッキVer.が存在する。
- GX-9900 ガンダムエックス
- GW-9800 ガンダムエアマスター
- GT-9600 ガンダムレオパルド
- GX-9900-DV ガンダムエックスD.V.
- NRX-0013 ガンダムヴァサーゴ
- NRX-0015 ガンダムアシュタロン
- RMS-006G ジェニスカスタム
- DT-6800 ドートレスカスタム

### SDガンダム Gジェネレーション
SDガンダム GGENERATION-0、SDガンダム GGENERATION-F
1999年から2002年にかけて展開されたシリーズ。
No.01〜19までは300円クラスのBB戦士に新規パーツを追加したものであり、一部成型色・シールの変更はあるものの、流用前キットとして組むこともできる。
No.20〜28までは500円クラスのBB戦士の一部を新規パーツに差し替えたものである。
No.29以降より新規造型のキットが発売された。（ただし、武者ジェネレーションからの流用キット4点を除く）
一般商品
| No. | 商品名                                                          | 作品名                                        | 発売日     | 備考                                                     |
| --- | --------------------------------------------------------------- | --------------------------------------------- | ---------- | -------------------------------------------------------- |
| 01  | RX-93 νガンダム（ファンネル付）                                 | 機動戦士ガンダム 逆襲のシャア                 | 1999年6月  | BB戦士No.7にフィンファンネル追加                         |
| 02  | MSN-04 サザビー（フル装備型）                                   | 機動戦士ガンダム 逆襲のシャア                 | 1999年6月  | BB戦士No.8に新規武器パーツ追加                           |
| 03  | MSN-03 クェス専用ヤクト・ドーガ                                 | 機動戦士ガンダム 逆襲のシャア                 | 1999年6月  | BB戦士No.9に新規の頭部及び武器パーツ追加                 |
| 04  | RGM-89 ジェガン（武装強化型）                                   | 機動戦士ガンダム 逆襲のシャア                 | 1999年6月  | BB戦士No.10にスタークジェガン仕様腕パーツ追加            |
| 05  | RGZ-91B リ・ガズィ・カスタム                                    | CCA-MSV（機動戦士ガンダムMS大全集）           | 1999年6月  | BB戦士No.11の仕様変更                                    |
| 06  | AMS-119 ギラ・ドーガ改                                          | CCA-MSV                                       | 1999年6月  | BB戦士No.12の仕様変更                                    |
| 07  | FA-178 フルアーマーガンダムMk-II                                | Ζ-MSV（プラモ狂四郎）                         | 1999年6月  | BB戦士No.13にフルアーマーパーツ及びバルカンポッド追加    |
| 08  | AMX-011S ザクIII改                                              | 機動戦士ガンダムΖΖ                            | 1999年6月  | BB戦士No.14の仕様変更                                    |
| 09  | MS-14B ジョニーライデン ゲルググ                                | MSV                                           | 1999年6月  | BB戦士No.15にB型及びC型バックパックを追加                |
| 10  | MSN-02 ジオング決戦仕様                                         | 機動戦士ガンダム                              | 1999年6月  | BB戦士No.16の仕様変更（大きな両手と延長パーツ追加）      |
| 11  | NRX-055 ゲーツバウンド・ドック                                  | 機動戦士Ζガンダム                             | 1999年6月  | BB戦士No.18の仕様変更（MA形態用クローパーツ追加）        |
| 12  | MSZ-010 ΖΖガンダム & FXA-08R メガライダー                       | 機動戦士ガンダムΖΖ                            | 1999年6月  | BB戦士No.19にメガライダー追加                            |
| 13  | PF-78 パーフェクトガンダム（フル装備型）                        | MSV（プラモ狂四郎）                           | 1999年6月  | BB戦士No.20に武器パーツを追加                            |
| 14  | MSZ-006A1 アムロ専用ゼータプラス                                | ガンダム・センチネル                          | 1999年6月  | BB戦士No.21にA型用シールド及びD型用パーツを追加          |
| 15  | MSA-0011 Sガンダム & FF-X7-Bst コアブースター                   | ガンダム・センチネル                          | 1999年6月  | BB戦士No.22にコアブースター追加                          |
| 16  | RX-77 ガンキャノン（フル装備型）                                | 機動戦士ガンダム                              | 1999年6月  | BB戦士No.25に武器パーツを追加                            |
| 17  | MS-06 ザクII（フル装備型）                                      | 機動戦士ガンダム                              | 1999年6月  | BB戦士No.29にJ型用武装を追加                             |
| 18  | RGM-79N ジムカスタム                                            | 機動戦士ガンダム0083 STARDUST MEMORY          | 1999年6月  | BB戦士No.37の仕様変更                                    |
| 19  | MS-18E ケンプファー（完全武装型）                               | 機動戦士ガンダム0080 ポケットの中の戦争       | 1999年6月  | BB戦士No.40に武器パーツを追加。                          |
| 20  | RX-78 ガンダム（Gアーマー仕様）                                 | 機動戦士ガンダム                              | 1999年11月 | BB戦士No.28の仕様変更                                    |
| 21  | F91 ガンダムF91（V.S.B.R.可動タイプ）                           | 機動戦士ガンダムF91                           | 1999年11月 | BB戦士No.74の仕様変更                                    |
| 22  | F90 ガンダムF90 A/P/Vタイプ                                     | 機動戦士ガンダムF90                           | 1999年11月 | BB戦士No.96にA装備を追加                                 |
| 23  | LM312V04 Vガンダム（フル装備型）                                | 機動戦士Vガンダム                             | 1999年11月 | BB戦士No.124の仕様変更                                   |
| 24  | LM314V21 V2ガンダム（フル装備型）                               | 機動戦士Vガンダム                             | 1999年11月 | BB戦士No.129の仕様変更                                   |
| 25  | GF13-017NJ シャイニングガンダム（シャイニングフィンガーモード） | 機動武闘伝Gガンダム                           | 1999年11月 | BB戦士No.132の仕様変更                                   |
| 26  | GF13-011NC ドラゴンガンダム（ドラゴンクローモード）             | 機動武闘伝Gガンダム                           | 1999年11月 | BB戦士No.134の仕様変更                                   |
| 27  | GF13-006NA ガンダムマックスター（ファイティングナックルモード） | 機動武闘伝Gガンダム                           | 1999年11月 | BB戦士No.136の仕様変更                                   |
| 28  | GF13-017NJII Gガンダム（ゴッドフィンガーモード）                | 機動武闘伝Gガンダム                           | 1999年11月 | BB戦士No.138の仕様変更                                   |
| 29  | GX-9900 ガンダムエックス                                        | 機動新世紀ガンダムX                           | 2000年2月  |                                                          |
| 30  | MSM-07S シャア専用ズゴック                                      | 機動戦士ガンダム                              | 2000年2月  | 小型のジム（無可動）が付属                               |
| 31  | ORX-012 ガンダムMk-IV                                           | SDガンダム GGENERATION-ZERO                   | 2000年2月  | BB戦士No.208の仕様変更                                   |
| 32  | MS-07B3 グフカスタム（B3グフ）                                  | 機動戦士ガンダム 第08MS小隊                   | 2000年2月  |                                                          |
| 33  | OZX-GU01LOB ガンダムジェミナス01                                | 新機動戦記ガンダムW デュアルストーリー G-UNIT | 2000年2月  |                                                          |
| 34  | XXXG-01W ウイングガンダム                                       | 新機動戦記ガンダムW                           | 2000年3月  | BB戦士No.148とは別造形                                   |
| 35  | XXXG-01D ガンダムデスサイズ                                     | 新機動戦記ガンダムW                           | 2000年3月  |                                                          |
| 36  | XXXG-01H ガンダムヘビーアームズ                                 | 新機動戦記ガンダムW                           | 2000年3月  |                                                          |
| 37  | XXXG-01SR ガンダムサンドロック                                  | 新機動戦記ガンダムW                           | 2000年3月  |                                                          |
| 38  | XXXG-01S シェンロンガンダム                                     | 新機動戦記ガンダムW                           | 2000年3月  | BB戦士No.149とは別造形                                   |
| 39  | RX-79[G]Ez-8 ガンダムイージーエイト                             | 機動戦士ガンダム 第08MS小隊                   | 2000年4月  |                                                          |
| 40  | WD-M01 ターンエーガンダム                                       | ∀ガンダム                                     | 2000年4月  | BB戦士No.201の仕様変更                                   |
| 41  | XXXG-00W0 ウイングガンダムゼロ                                  | 新機動戦記ガンダムW                           | 2000年4月  | BB戦士No.154とは別造形                                   |
| 42  | MS-09 ドム                                                      | 機動戦士ガンダム                              | 2000年4月  |                                                          |
| 43  | MSM-07 ズゴック                                                 | 機動戦士ガンダム                              | 2000年5月  | GジェネNo.30の仕様変更。ジムに代わってファンファンが付属 |
| 44  | GX-9901-DX ガンダムダブルエックス                               | 機動新世紀ガンダムX                           | 2000年6月  |                                                          |
| 45  | GT-9600 ガンダムレオパルド                                      | 機動新世紀ガンダムX                           | 2000年6月  |                                                          |
| 46  | GW-9800 ガンダムエアマスター                                    | 機動新世紀ガンダムX                           | 2000年6月  |                                                          |
| 47  | OZ-13MS ガンダムエピオン                                        | 新機動戦記ガンダムW                           | 2000年6月  | BB戦士No.155とは別造形                                   |
| 48  | OZ-00MS トールギス                                              | 新機動戦記ガンダムW                           | 2000年8月  |                                                          |
| 49  | MSN-00100 百式                                                  | 機動戦士Ζガンダム                             | 2000年8月  |                                                          |
| 50  | OZ-14MS ガンダムアクエリアス                                    | SDガンダム GGENERATION-F                      | 2000年9月  |                                                          |
| 51  | RX-78GP04 ガンダムGP04                                          | MSV（GUNDAM WEAPONS 3）                       | 2000年10月 | BB戦士No.206の仕様変更                                   |
| 52  | RX-79BD-3 ガンダムブルーディスティニー3号機                     | 機動戦士ガンダム外伝3 裁かれし者              | 2000年10月 | BB戦士No.205の仕様変更                                   |
| 53  | NZ-000 クィンマンサ                                             | 機動戦士ガンダムΖΖ                            | 2000年11月 |                                                          |
| 54  | MS-07 グフ                                                      | 機動戦士ガンダム                              | 2000年11月 | GジェネNo.32の仕様変更                                   |
| 55  | WMS-03 マグアナック                                             | 新機動戦記ガンダムW                           | 2000年12月 | ラシード機とアウダ機のコンパチ                           |
| 56  | MA-08 ビグザム                                                  | 機動戦士ガンダム                              | 2001年1月  |                                                          |
| 57  | MAN-08 NT専用モビルアーマー                                     | 機動戦士ガンダム                              | 2001年1月  | BB戦士No.15と合体可能                                    |
| 58  | GF13-001NHII マスターガンダム                                   | 機動武闘伝Gガンダム                           | 2001年3月  | BB戦士No.204の仕様変更                                   |
| 59  | XM-X1 クロスボーンガンダムX1                                    | 機動戦士クロスボーン・ガンダム                | 2001年4月  |                                                          |
| 60  | AMX-004 キュベレイ                                              | 機動戦士Ζガンダム                             | 2001年5月  |                                                          |
| 61  | RX-79BD-1 ガンダムブルーディスティニー1号機                     | 機動戦士ガンダム外伝1 戦慄のブルー            | 2001年9月  | GジェネNo.52の仕様変更。2号機とコンパチ                  |
| 62  | MSN-00100 百式&メガ・バズーカ・ランチャー                       | 機動戦士Ζガンダム                             | 2001年10月 | GジェネNo.49の仕様変更                                   |
| 63  | XM-X2 クロスボーンガンダムX2                                    | 機動戦士クロスボーン・ガンダム                | 2002年1月  | GジェネNo.59の仕様変更                                   |

セット商品
| 商品名                         | 発売日     | 備考 |
| ------------------------------ | ---------- | --- |
| シャア専用MSコレクション       | 2000年8月  | シャア専用カラー仕様のBB戦士No.15、200とGジェネNo.17、42、43のセット                                         |
| ゼータガンダムMSコレクション   | 2000年11月 | ゼータガンダム（成型色変更）、ガンダム（ティターンズカラー）、百式（金メッキ仕様）のセット                   |
| キュベレイトリプルコレクション | 2001年8月  | GジェネNo.60（成型色変更、胸部がメッキ仕様）とその仕様変更2体（キュベレイMk-II・プル機、プルツー機）のセット |

Gジェネボーナスプラモデル
『SDガンダム ジージェネレーション』展開時に店頭配布されたキャンペーン景品。ステージ1は2000年春、ステージ2は同年7月に配布された。
- ステージ1
  - サイコロガンダム
  - MA-06 ヴァル・ヴァロ
  - XMA-01 ラフレシア
  - MAM-07 グラブロ
  - PVN.42/4 マゼラアタック
  - MAN-08 ララァ専用モビルアーマー
  - RB-79 ボール
  - アプサラスIII

- ステージ2
  - OMAX-01 グラン・ザム
  - ハロ
  - MA-04X ザクレロ
  - ドップ
  - MA-05M ビグロマイヤー
  - MA-08 ビグ・ザム
  - ZM-A31S ドッゴーラ
  - AMA-002 ノイエジール

### SDガンダムフォース
2004年に放送された同名TVアニメシリーズのキット化。
BB戦士とは違い、首、腰、腕、足の関節が動かない。また、ガンダイバーやガンイーグルの変形機構省略などに見られるように基本的にノンギミックである。低年齢層向けに組立工程を極限まで簡略化したのが最大の特徴。
| No. | 商品名                               | 発売時期  | 備考 |
| --- | ------------------------------------ | --------- | --- |
| 1   | キャプテンガンダム                   | 2004年1月 | BB戦士No.68とは別造形 |
| 2   | ザッパーザク                         | 2004年1月 | |
| 3   | 武者頑駄無 爆熱丸                    | 2004年2月 | |
| 4   | 翼の騎士ゼロ                         | 2004年2月 | |
| 5   | 嵐の騎士トールギス                   | 2004年3月 | |
| 6   | ガンダイバー                         | 2004年3月 | |
| 7   | ガンイーグル                         | 2004年4月 | |
| 8   | グラップラーグフ                     | 2004年5月 | 他の商品と異なり、唯一首も可動する                                                                                                 |
| 9   | 闇の騎士デスサイズ                   | 2004年6月 | 唯一、メッキパーツを使用 |
| 10  | 武者頑駄無 騎馬王丸                  | 2004年7月 | |
| 11  | SDガンダムフォース VS ダークアクシズ | 2004年7月 | BB戦士No.262（パール仕様）、ガンバイカー、S.D.G.隊員ジム、S.D.G.隊員ボール、ザコソルジャー3体（1体は骨バージョンで無可動）のセット |

### SDガンダム三国伝 Brave Battle Warriors
2010年から2011年に放送されたテレビアニメ「SDガンダム三国伝BraveBattleWarriors」名義としてのプラモデルシリーズ。
BB戦士ですでに発売されている商品を、アニメ仕様として一部仕様変更したものがメインにラインナップされており、その中に「BB戦士三国伝」では商品化されなかった、このシリーズ独自の新規金型アイテムを織り交ぜる形でラインナップしている。
「BB戦士三国伝」のパッケージに描かれていた各勢力のエンブレムは廃止され、代わりにそれぞれのシンボルカラーのみで表示されている。また、劉備軍は「劉」、曹操軍は「曹」、孫権軍は「孫」、その他は「董」の文字が背景画に書かれている。
一般商品
| No. | 商品名                                                         | 発売時期   | 備考                                                                                 |
| --- | -------------------------------------------------------------- | ---------- | ------------------------------------------------------------------------------------ |
| 001 | 真 劉備ガンダム                                                | 2010年2月  | BB戦士No.300の仕様変更。新規パーツ追加。                                             |
| 002 | 真 張飛ガンダム                                                | 2010年2月  | BB戦士No.301の仕様変更。新規パーツ追加。                                             |
| 003 | 真 関羽ガンダム                                                | 2010年2月  | BB戦士No.302の仕様変更。新規パーツ追加。                                             |
| 004 | 真 胡軫ギャン                                                  | 2010年2月  |                                                                                      |
| 005 | 真 曹操ガンダム                                                | 2010年4月  | BB戦士No.304の仕様変更。新規パーツ追加。                                             |
| 006 | 真 孫権ガンダム                                                | 2010年4月  | BB戦士No.305の仕様変更。新規パーツ追加。                                             |
| 007 | 真 部隊兵                                                      | 2010年4月  | BB戦士No.324の仕様変更。                                                             |
| 008 | 真 白銀流星馬                                                  | 2010年4月  | BB戦士No.328の仕様変更。                                                             |
| 009 | 真 公孫瓚イージーエイト                                        | 2010年4月  |                                                                                      |
| 010 | 真 三国伝 三位一体セット                                       | 2010年4月  | BBW001、BBW002、BBW003の仕様変更。新規パーツ追加。                                   |
| 011 | 真 董卓ザク                                                    | 2010年5月  |                                                                                      |
| 012 | 真 呂布トールギス・赤兎馬・天玉鎧 真武                         | 2010年5月  | BB戦士No.306の仕様変更。新規パーツ追加。                                             |
| 013 | 真 夏侯惇ギロス                                                | 2010年5月  | BB戦士No.307の仕様変更。                                                             |
| 014 | 真 夏侯淵ダラス                                                | 2010年6月  | BB戦士No.309の仕様変更。                                                             |
| 015 | 真 司馬懿サザビー                                              | 2010年6月  | BB戦士No.303の仕様変更。新規パーツ追加。                                             |
| 016 | 真 孫尚香ガーベラ                                              | 2010年6月  | BB戦士No.326の仕様変更。                                                             |
| 017 | 真 孫策サイサリスガンダム                                      | 2010年6月  | BB戦士No.349の仕様変更。                                                             |
| 018 | 真 龍装 劉備ガンダム                                           | 2010年7月  |                                                                                      |
| 019 | 真 雷装 張飛ガンダム                                           | 2010年7月  |                                                                                      |
| 020 | 真 鬼牙装 関羽ガンダム                                         | 2010年7月  |                                                                                      |
| 021 | 真 豪華 龍装 劉備ガンダム                                      | 2010年8月  | BBW018とは別造形の大型キット。                                                       |
| 022 | 真 紅蓮装 曹操ガンダム・絶影                                   | 2010年8月  | BBW005、BBW010の流用。                                                               |
| 023 | 真 猛虎装 孫権ガンダム                                         | 2010年8月  | BBW006の流用。                                                                       |
| 024 | 真 袁術ズサ                                                    | 2010年8月  |                                                                                      |
| 025 | 真 大史慈ドム                                                  | 2010年8月  | BB戦士No.349の仕様変更。                                                             |
| 026 | 真 徐晃サーペント                                              | 2010年8月  | BB戦士No.325の仕様変更。                                                             |
| 027 | 真 周倉ドーベンウルフ                                          | 2010年9月  | BB戦士No.317の仕様変更。                                                             |
| 028 | 真 陸遜ゼータプラス                                            | 2010年9月  | BB戦士No.319の仕様変更。                                                             |
| 029 | 真 猛虎装 孫権ガンダム・天玉鎧 弩虎                            | 2010年9月  | BBW023の仕様変更。BBW012の流用。新規ランナー追加。                                   |
| 030 | 真 袁紹バウ                                                    | 2010年10月 |                                                                                      |
| 031 | 真 典韋アッシマー・賈詡アシュタロン 攻城兵器セット             | 2010年10月 | BBW010の流用。                                                                       |
| 032 | 真 周瑜ヒャクシキ                                              | 2010年10月 | BB戦士No.315の仕様変更。新規パーツ追加。                                             |
| 033 | 真 趙雲ガンダム・飛影閃                                        | 2010年10月 | BB戦士No.311の仕様変更。新規パーツ追加。                                             |
| 034 | 真 張遼ゲルググ                                                | 2010年10月 | BB戦士No.314の仕様変更。                                                             |
| 035 | 真 呂蒙ディジェ・甘寧ケンプファー 強襲水軍セット               | 2010年11月 | BB戦士No.312の仕様変更。                                                             |
| 036 | 真 三国伝 三位一体セット 龍帝剣覚醒版                          | 2010年11月 | BBW018、BBW019、BBW020の仕様変更。BBW010の一部流用。                                 |
| 037 | 真 郭嘉ヴァサーゴ                                              | 2010年11月 | BB戦士No.356の仕様変更。                                                             |
| 038 | 真 紅蓮装 曹操ガンダム・天玉鎧 炎鳳                            | 2010年12月 | BBW022の仕様変更。BBW012、BBW029の流用。（BBW029はスイッチで付属パーツの一部が変更） |
| 039 | 真 孔明リ・ガズィ                                              | 2010年12月 | BB戦士No.308の仕様変更。新規パーツ追加。                                             |
| 040 | 真 関平ガンダム                                                | 2010年12月 | BB戦士No.310の仕様変更。                                                             |
| 041 | 真 張郃ザクIII                                                 | 2010年12月 | BB戦士No.320の仕様変更。                                                             |
| 042 | 真 翔烈帝 龍装 劉備ガンダム 龍輝宝・的廬                       | 2011年1月  | BBW018の仕様変更。新規パーツ追加。BB戦士No.318とは別造形。                           |
| 043 | 真 黄蓋グフ                                                    | 2011年1月  |                                                                                      |
| 044 | 真 紅蓮装 曹操ガンダム VS 猛虎装 孫権ガンダム 赤壁の戦いセット | 2011年2月  | BBW022、BBW023の仕様変更。新規パーツ追加。                                           |
| 045 | 真 豪華 翔烈帝 龍装 劉備ガンダム                               | 2011年3月  | BBW021を一部流用。BBW042とは別造形の大型キット。                                     |
| 046 | 真 翔烈帝 龍装 劉備ガンダム・天玉鎧 蒼龍                       | 2011年3月  | BBW042の仕様変更。BBW012の流用。新規ランナー追加。                                   |

他媒体付属
漫画やゲーム、ブルーレイに付属するキット。
| 商品名                             | 付属商品                                                           | 備考                     |
| ---------------------------------- | ------------------------------------------------------------------ | ------------------------ |
| 劉備ガンダム 雪山装備              | 三国伝BBW創世記（1）                                               | 張世平ジムとコンパチ     |
| 魯粛マークIII                      | 三国伝BBW創世記（2）                                               | 周瑜ヒャクシキとコンパチ |
| 真 項羽ターンX VS 劉邦劉備ガンダム | DSソフト「SDガンダム三国伝BBW 真三璃紗大戦」超限定版ガンプラBOX    | BBW018に新規パーツを追加 |
| 真 貂蝉キュベレイ                  | ブルーレイディスクBOX「SDガンダム三国伝 BBW コレクションボックス」 |                          |

限定販売
| 商品名                                         | 備考                                  |
| ---------------------------------------------- | ------------------------------------- |
| 真 龍装劉備ガンダム＋白銀流星馬 出陣バージョン | ガンダムSUPER EXPO 東京2010限定販売品 |
| 真 龍装 劉備ガンダム メタリックバージョン      | キャラホビ2010限定販売品              |

### ガンダムビルドシリーズ
SD BUILD FIGHTERS (SDBF)
SD BUILD DIVERS (SDBD)
SD BUILD DIVERS:R (SDBD:R)

### SDガンダム エクスタンダード
SD GUNDAM EX-STANDARD、SDガンダム EX スタンダード
HGシリーズに対応したオリジナル武器を組み立てることも可能。
| No. | 商品名                                                               | 作品名                              | 発売日（海外）          | 備考 |
| --- | -------------------------------------------------------------------- | ----------------------------------- | ----------------------- | ---- |
| 001 | RX-78-2 ガンダム                                                     | 機動戦士ガンダム                    | 2016年7月（2015年9月）  |      |
| 002 | GAT-X105+AQM/E-X01 エールストライクガンダム                          | 機動戦士ガンダムSEED                | 2016年7月（2015年9月）  |      |
| 003 | GN-001 ガンダムエクシア                                              | 機動戦士ガンダム00                  | 2016年7月（2015年10月） |      |
| 004 | XXXG-00W0 ウイングガンダムゼロ EW                                    | 新機動戦記ガンダムW Endless Waltz   | 2016年7月（2015年10月） |      |
| 005 | RX-0 ユニコーンガンダム（デストロイモード）                          | 機動戦士ガンダムUC                  | 2016年7月（2015年11月） |      |
| 006 | ZGMF-X20A ストライクフリーダムガンダム                               | 機動戦士ガンダムSEED DESTINY        | 2016年7月（2015年11月） |      |
| 007 | MBF-P02 ガンダムアストレイ レッドフレーム                            | 機動戦士ガンダムSEED ASTRAY         | 2016年7月（2016年1月）  |      |
| 008 | GN-0000 ダブルオーガンダム                                           | 機動戦士ガンダム00                  | 2016年7月（2016年2月）  |      |
| 009 | ZGMF-X42S デスティニーガンダム                                       | 機動戦士ガンダムSEED DESTINY        | 2017年3月（2016年4月）  |      |
| 010 | ASW-G-08 ガンダムバルバトス                                          | 機動戦士ガンダム 鉄血のオルフェンズ | - （2016年5月）         |      |
| 011 | TBG-011B トライバーニングガンダム                                    | ガンダムビルドファイターズトライ    | 2017年3月（2016年7月）  |      |
| 012 | XXXG-01D2 ガンダムデスサイズヘル EW                                  | 新機動戦記ガンダムW Endless Waltz   | 2017年3月（2016年9月）  |      |
| 013 | MSN-06S シナンジュ                                                   | 機動戦士ガンダムUC                  | 2017年3月（2016年11月） |      |
| 014 | ASW-G-08 ガンダムバルバトスルプス                                    | 機動戦士ガンダム 鉄血のオルフェンズ | - （2016年12月）        |      |
| 015 | RX-0[N] ユニコーンガンダム2号機 バンシィ・ノルン（デストロイモード） | 機動戦士ガンダムUC                  | 2017年3月（2017年2月）  |      |
|     | ハローキティ / RX-78-2 ガンダム                                      | ガンダムvsハローキティ プロジェクト | 2020年2月               |      |
| 016 | RX-93 νガンダム                                                      | 機動戦士ガンダム 逆襲のシャア       | 2020年12月              |      |
| 017 | MSN-04 サザビー                                                      | 機動戦士ガンダム 逆襲のシャア       | 2020年12月              |      |
| 018 | ウイングガンダムゼロ                                                 | 新機動戦記ガンダムW                 | 2021年7月               |      |
| 019 | ガンダムエアリアル                                                   | 機動戦士ガンダム 水星の魔女         | 2022年10月              |      |
|     | ライジングフリーダムガンダム                                         | 機動戦士ガンダムSEED FREEDOM        | 2024年1月発売予定       |      |

限定品
- RX-78-2 GUNDAM Ver. T.M.D.C.（2017年10月）
台湾セブン-イレブン限定販売。
- BABY MILO ＆ RX-78-2 GUNDAM（2018年2月）
AAPE、BABY MILO、プレミアムバンダイなどで販売。

### SDガンダム クロスシルエット
SD GUNDAM CROSS SILHOUETTE、SD GUNDAM CS
共有フレームを使い、低頭身のSDフレームか高頭身のCSフレームを組み立てることができる。
派生シリーズとして他作品をメインとした『SDクロスシルエット』も展開されている。
| No.                         | 商品名                                                                             | 作品名                                                             | 発売時期                    | 備考                                                                                  |
| SDガンダム クロスシルエット | SDガンダム クロスシルエット                                                        | SDガンダム クロスシルエット                                        | SDガンダム クロスシルエット | SDガンダム クロスシルエット                                                           |
| --------------------------- | ---------------------------------------------------------------------------------- | ------------------------------------------------------------------ | --------------------------- | ------------------------------------------------------------------------------------- |
| 01                          | RX-78-2 ガンダム                                                                   | 機動戦士ガンダム                                                   | 2018年6月                   | シルエットブースターでGMに組替可能                                                    |
| 02                          | クロスボーン・ガンダムX1                                                           | 機動戦士クロスボーン・ガンダム                                     | 2018年6月                   | HGUC クロスボーン・ガンダムX1の装備を流用可能                                         |
| 03                          | ナイチンゲール                                                                     | 機動戦士ガンダム 逆襲のシャア ベルトーチカ・チルドレン             | 2018年6月                   |                                                                                       |
| OP-01                       | クロスシルエットフレーム [ホワイト]                                                |                                                                    | 2018年6月                   |                                                                                       |
| セット                      | RX-78-2 ガンダム & クロスシルエットフレーム セット                                 | 機動戦士ガンダム                                                   | 2018年6月                   | CSフレーム同梱                                                                        |
| 04                          | ザクII                                                                             | 機動戦士ガンダム                                                   | 2018年7月                   | シルエットブースター2でザクIに組替可能                                                |
| OP-02                       | クロスシルエットフレーム [グレー]                                                  |                                                                    | 2018年7月                   |                                                                                       |
| 05                          | ゼータガンダム                                                                     | 機動戦士Ζガンダム                                                  | 2018年8月                   | ザクIIの頭部を装着しΖザクに組換可能 シルエットブースター2でウェイブライダーに組替可能 |
| 06                          | ガンダムダブルオーダイバーエース                                                   | ガンダムビルドダイバーズ                                           | 2018年10月                  | ガンダムダブルオーダイバーに組換可能                                                  |
| 07                          | ユニコーンガンダム3号機 フェネクス（デストロイモード）（ナラティブVer.）           | 機動戦士ガンダムNT                                                 | 2018年12月                  |                                                                                       |
| 08                          | フリーダムガンダム                                                                 | 機動戦士ガンダムSEED                                               | 2019年2月                   |                                                                                       |
| 09                          | シスクード                                                                         | SDガンダム GGENERATION モノアイガンダムズ                          | 2019年4月                   |                                                                                       |
| 10                          | シスクード（ティターンズカラー）                                                   | SDガンダム GGENERATION モノアイガンダムズ                          | 2019年4月                   |                                                                                       |
| 11                          | 陸戦型ガンダム                                                                     | 機動戦士ガンダム 第08MS小隊                                        | 2019年5月                   |                                                                                       |
| OP-03                       | シルエットブースター [ホワイト]                                                    |                                                                    | 2019年5月                   |                                                                                       |
| 12                          | ユニコーンガンダム（デストロイモード）                                             | 機動戦士ガンダムUC                                                 | 2019年8月                   |                                                                                       |
| OP-04                       | シルエットブースター [グレー]                                                      |                                                                    | 2019年8月                   |                                                                                       |
| 13                          | ウイングガンダムゼロEW                                                             | 新機動戦記ガンダムW Endless Waltz                                  | 2019年11月                  |                                                                                       |
| 14                          | シャア専用ザクII                                                                   | 機動戦士ガンダム                                                   | 2020年1月                   |                                                                                       |
| OP-05                       | クロスシルエットフレーム [グリーン]                                                |                                                                    | 2020年1月                   |                                                                                       |
| OP-06                       | クロスシルエットフレーム [レッド]                                                  |                                                                    | 2020年1月                   |                                                                                       |
| OP-07                       | シルエットブースター [グリーン]                                                    |                                                                    | 2020年1月                   |                                                                                       |
| OP-08                       | シルエットブースター [レッド]                                                      |                                                                    | 2020年1月                   |                                                                                       |
| 15                          | アースリィガンダム                                                                 | ガンダムビルドダイバーズRe:RISE                                    | 2020年2月                   | コアガンダムに換装可能                                                                |
| 16                          | ガンダムバルバトスルプスレクス                                                     | 機動戦士ガンダム 鉄血のオルフェンズ                                | 2020年4月                   | CSフレーム同梱                                                                        |
| 17                          | フェニックスガンダム                                                               | SDガンダム GGENERATION-F                                           | 2020年5月                   |                                                                                       |
| セット                      | RX-78-2 ガンダム&シャア専用ザクII                                                  | 機動戦士ガンダム                                                   | 2020年7月                   | CSフレームのみ付属                                                                    |
| OP-09                       | シルエットブースター2 [ホワイト]                                                   |                                                                    | 2020年9月                   |                                                                                       |
| セット                      | ハローキティ / シャア専用ザクII                                                    | ガンダムvsハローキティ プロジェクト                                | 2020年12月                  |                                                                                       |
| セット                      | ハローキティ / ザクII                                                              | ガンダムvsハローキティ プロジェクト                                | 2020年12月                  |                                                                                       |
|                             | RX-78F00 ガンダム                                                                  | GUNDAM FACTORY YOKOHAMA                                            | 2020年12月                  |                                                                                       |
| 18                          | トルネードガンダム                                                                 | SDガンダムGX                                                       | 2023年4月                   | CSフレーム同梱                                                                        |
| 19                          | ユニコーンガンダム2号機バンシィ（デストロイモード）＆バンシィ・ノルン パーツセット | 機動戦士ガンダムUC                                                 | 2023年7月                   | CSフレーム同梱                                                                        |
| 20                          | クロスシルエット F9ノ1改                                                           | ガンダムビルドメタバース                                           | 2023年11月                  | CSフレーム同梱                                                                        |
| 限定                        |                                                                                    |                                                                    |                             |                                                                                       |
|                             | RX-78-2 ガンダム & クロスシルエットフレーム セット(GDHKIII LIMITED)                | 機動戦士ガンダム                                                   | 2018年8月                   | 『GUNDAM DOCKS AT HONG KONG III』にて販売 CSフレーム同梱                              |
|                             | ガンダムベース限定 RX-78-2 ガンダム[クリアカラー]                                  | 機動戦士ガンダム                                                   | 2018年10月                  | 『ガンダムベース東京』限定                                                            |
|                             | ゼータガンダム（クロスシルエットフレームVer.）[クリアカラー]                       | 機動戦士Ζガンダム                                                  | 2019年5月                   | イベント限定 CSフレーム同梱                                                           |
|                             | ガンダムベース限定 ナイチンゲール [スペシャルコーティング]                         | 機動戦士ガンダム 逆襲のシャア ベルトーチカ・チルドレン             | 2019年5月                   | ガンダムベース東京限定                                                                |
|                             | ザクII（クロスシルエットフレームVer.）[クリアカラー]                               | 機動戦士ガンダム                                                   | 2019年6月                   | イベント限定 CSフレーム同梱                                                           |
|                             | ガンダムベース限定 RX-78-3 G-3ガンダム（クロスシルエットフレームVer.）             | 小説版機動戦士ガンダム 機動戦士ガンダム モビルスーツバリエーション | 2019年8月                   | ガンダムベース東京限定                                                                |
|                             | クロスボーン・ガンダムX1（クロスシルエットフレームVer.）［クリアカラー]            | 機動戦士クロスボーン・ガンダム                                     | 2021年1月発送               | GUNPLA EXPO TOKYO 2020開催記念 CSフレーム同梱・武器パーツ追加                         |
| SDクロスシルエット          |                                                                                    |                                                                    |                             |                                                                                       |
|                             | マジンガーZ                                                                        | マジンガーZ                                                        | 2018年12月                  |                                                                                       |
|                             | グレートマジンガー                                                                 | グレートマジンガー                                                 | 2018年12月                  |                                                                                       |
|                             | マジンカイザー                                                                     | スーパーロボット大戦F完結編 OVA マジンカイザー                     | 2019年6月                   |                                                                                       |
|                             | 真ゲッター                                                                         | 漫画 ゲッターロボ號 真ゲッターロボ 世界最後の日                    | 2019年6月                   |                                                                                       |
|                             | ガオガイガー                                                                       | 勇者王ガオガイガー                                                 | 2019年11月                  |                                                                                       |

### SDガンダムワールド 三国創傑伝
26箇所もの可動部分を有したBB戦士シリーズとは異なったフレームが特徴。
シリーズ開始当初は、ガンダムベースのみでの販売であったが、2021年から一般販売された。
（ガンダムベース発売日,一般発売日）
1. 劉備ユニコーンガンダム（2019年3月30日,2021年1月16日）
2. 関羽雲長νガンダム（2019年3月30日,2021年1月16日）
3. 張飛ゴッドガンダム（2019年3月30日,2021年1月16日）
4. 曹操ウイングガンダム（2019年4月27日,2021年1月23日）
5. 孫堅ガンダムアストレイ（2019年4月27日,2021年1月23日）
6. 董卓プロヴィデンスガンダム（2019年4月27日,2021年1月23日）
7. 趙雲ダブルオーガンダム&碧竜駆（2019年5月31日,2021年2月13日）
8. 呂布シナンジュ&赤兎馬（2019年5月31日,2021年2月13日）
9. 貂蝉クシャトリヤ（2019年5月31日,2021年2月13日）
10. 馬超ガンダムバルバトス（2019年6月29日,2021年3月20日）
11. 孫権ガンダムアストレイ（2019年6月29日,2021年3月20日）
12. トリニティバイク（2019年6月29日,2021年1月16日）
13. 黄忠ガンダムデュナメス（2019年7月27日,2021年3月20日）
14. 張郃アルトロンガンダム（2019年7月27日,2021年3月20日）
15. 夏侯惇トールギスIII（2019年7月27日,2021年3月20日）
16. 【ハロプラ】SD 三国創傑伝 ハロ（2019年7月27日,2021年3月20日）
17. 夏侯淵トールギス（2019年8月31日,2021年3月27日）
18. 孫策ガンダムアストレイ（2019年8月31日,2021年3月27日）
19. 太史慈デュエルガンダム（2019年8月31日,2021年3月27日）
20. 諸葛亮フリーダムガンダム（2019年9月27日,2021年2月13日）
21. 張遼サザビー（2019年9月27日,2021年2月13日）
22. 孫尚香ストライクルージュ（2019年9月27日,2021年2月20日）
23. 周瑜アカツキ（2019年10月26日,2021年2月20日）
24. 司馬懿デスティニーガンダム（2019年10月26日,2021年2月27日）
25. 荀彧ストライクノワール（2019年10月26日,2021年2月27日）
26. 典韋マスターガンダム（2019年11月23日,2021年4月17日）
27. 徐晃ガンダムデスサイズ（2019年11月23日,2021年4月17日）
28. BUG&部隊兵セット（2019年11月23日,2021年1月16日）
29. 天覇曹操ウイングガンダム（2019年12月28日,2021年4月17日）
30. 甘寧クロスボーンガンダム（2019年12月28日,2021年4月17日）
31. 大喬ガンダムアルテミー/小喬GNアーチャー（2019年12月28日,2021年4月24日）
32. 龍賢劉備ユニコーンガンダム（2020年2月26日,2021年4月24日）
33. 炎皇張飛ゴッドガンダム（2020年2月26日,2021年4月24日）
34. 武聖関羽雲長νガンダム（2020年5月23日,2021年4月24日）

### SDガンダムワールド ヒーローズ (SDW HEROES)
| No. | 商品名 | 定価 (税10％込) | 発売日         | 備考           |
| --- | --- | --------------- | -------------- | -------------- |
| 000 | 劉備ユニコーンガンダム                                                                                    | 660円           | 2021年1月      |                |
| 001 | 悟空インパルスガンダム                                                                                    | 660円           | 2021年4月17日  |                |
| 002 | 信長ガンダムエピオン                                                                                      | 770円           | 2021年4月17日  |                |
| 003 | サージェントヴェルデバスターガンダム                                                                      | 660円           | 2021年4月17日  |                |
| 004 | ベンジャミンV2ガンダム                                                                                    | 770円           | 2021年5月29日  |                |
| 005 | エドワードセカンドV                                                                                       | 660円           | 2021年5月29日  |                |
| 006 | 佐助デルタガンダム                                                                                        | 660円           | 2021年6月19日  |                |
| 007 | 軍馬 | 550円           | 2021年6月19日  |                |
|     | クリアカラーセット （悟空インパルスガンダム、信長ガンダムエピオン、サージェントヴェルデバスターガンダム） | 2,310円         | 2021年08月21日 | イベント限定品 |
| 008 | 曹操ウイングガンダム 倚聖の装                                                                             | 880円           | 2021年8月28日  |                |
| 009 | 悟空インパルスガンダムDXセット                                                                            | 1,540円         | 2021年9月18日  |                |
| 010 | アルセーヌガンダムX                                                                                       | 660円           | 2021年10月16日 |                |
| 011 | 信長ガンダムエピオン ダークマスクVer.                                                                     | 770円           | 2021年10月30日 |                |
| 012 | サージェントヴェルデバスターガンダムDXセット                                                              | 2,200円         | 2021年10月16日 |                |
| 013 | ヴェルデバスター隊員                                                                                      | 660円           | 2021年10月30日 |                |
| 014 | クレオパトラキュベレイ ダークマスクVer.                                                                   | 660円           | 2021年12月11日 |                |
| 015 | 窮奇ストライクフリーダムガンダム                                                                          | 880円           | 2021年12月11日 |                |
| 016 | 斉天大聖悟空インパルスガンダム-闘戦勝仏-                                                                  | 880円           | 2022年1月22日  |                |
| 017 | 龍尊劉備ユニコーンガンダム                                                                                | 770円           | 2022年1月22日  |                |
| 018 | アーサーガンダムMk-Ⅲ                                                                                      | 880円           | 2022年4月29日  |                |
| 019 | シーザーレジェンドガンダム                                                                                | 880円           | 2022年4月29日  |                |
| 020 | ロビンフッドガンダムAGE-2                                                                                 | 770円           | 2022年05月28日 |                |
| 021 | ナイトストライクガンダム                                                                                  | 770円           | 2022年05月28日 |                |
|     | 悟空インパルスガンダムDXセット ダークVer.                                                                 | 1,650円         | 2022年05月28日 | イベント限定品 |
| 022 | 才蔵ガンダムデルタカイ                                                                                    | 660円           | 2022年6月25日  |                |
| 023 | 軍馬 ナイトワールド Ver.                                                                                  | 550円           | 2022年6月25日  |                |
| 024 | ウォーロックイージスガンダム                                                                              | 880円           | 2022年7月30日  |                |
|     | クリアカラーセットII （アーサーガンダムMk-III、シーザーレジェンドガンダム）                               | 1,980円         | 2022年08月27日 | イベント限定品 |
|     | クレオパトラキュベレイ                                                                                    | 770円           | 2022年08月27日 | イベント限定品 |
| 025 | シャイングラスパードラゴン                                                                                | 770円           | 2022年08月27日 |                |
| 026 | レイフガンダムGP04                                                                                        | 880円           | 2022年08月27日 |                |
| 027 | 趙雲ダブルオーガンダム コマンドパッケージ                                                                 | 1,100円         | 2022年9月23日  |                |
| 028 | ダークグラスパードラゴン                                                                                  | 770円           | 2022年10月29日 |                |
| 029 | 孫権ガンダムアストレイ 赫炎翔虎                                                                           | 1,210円         | 2022年11月26日 |                |
| 030 | スペリオルストライク フリーダムドラゴン                                                                   | 1,320円         | 2023年01月28日 |                |
|     | クリアカラーセットIII （ナイトストライクガンダム、ウォーロックイージスガンダム）                          | 1,980円         | 2023年02月11日 | イベント限定品 |
| 031 | オルタナティブジャスティス インフィニットドラゴン                                                         | 1,320円         | 2023年02月25日 |                |
| 032 | ドミナントスペリオル ダークネスドラゴン                                                                   | 1,320円         | 2023年03月18日 |                |

## キット間の連動
他のキットのパーツを取り付ける連動は、取り付ける側のキット名を太字で表記。
| 商品名 | ギミック | 備考                                                                                  |
| --- | --- | ------------------------------------------------------------------------------------- |
| No.14 ザクIII（ドダイ改つき） No.42 殺駆三兄弟 | No.14にNo.42のパーツを取り付けることで新殺駆となる                                                                                   | No.14はGジェネレーションNo.08で代替可能（ただし、設定と色は異なる）                   |
| No.17 ムシャガンダム No.47 農丸頑駄無 天地大河スペシャル | No.47にNo.17用の金メッキ仕様兜飾りが付属                                                                                             |                                                                                       |
| No.46 豪華頑駄無大将軍 No.17 ムシャガンダム No.23 ムシャゼータガンダム No.24 ムシャガンダムMk-II No.26 ムシャダブルゼータガンダム No.27 ムシャニューガンダム                                                           | No.46の軍配に他5体の兜飾りを装着 | No.17はNo.47・55で代替可能 No.23・24・26・27はそれぞれNo.56・61・62・58で代替可能     |
| No.39 闇将軍 No.57 武者漣飛威 No.60 武者璽悪 No.64 武者砕虎摩亜屈 No.65 若殺駆頭 | No.39に他のキットの暗黒のかけらを取り付けることで復活闇将軍となる                                                                    |                                                                                       |
| No.40 ケンプファー No.65 若殺駆頭 | No.40にNo.65のパーツを取り付けることで武者忍 剣舞風荒（ムシャニン ケンプファー）となる                                               | No.40はGジェネレーションNo.19で代替可能                                               |
| No.67 三代目頑駄無大将軍 No.64 武者砕虎摩亜屈 | No.67にNo.64の閃光剣を装備 | 閃光剣の本来の持ち主は三代目大将軍という設定                                          |
| No.67 三代目頑駄無大将軍 No.87 影荒烈駆主 | No.67にNo.87付属のバトルマスクを装着                                                                                                 | バトルマスクの装着は加工が必要                                                        |
| No.88 武者璽威武装 No.73 新荒烈駆主 | No.88内部にNo.73を格納（搭乗） | No.73はNo.51で代替可能                                                                |
| No.97 白龍頑駄無 No.98 青龍頑駄無 No.99 赤龍頑駄無 No.107 頑駄無大光帝 | それぞれの龍馬が合体、天龍馬（アーガマ）となる 3体の他、No.107が騎乗可能                                                             | 他にNo.143・157が騎乗 （設定上の連動であり、キットは誰でも騎乗可能）                  |
| No.101 武者衛府弓銃壱 No.102 武者激闘頑駄無 No.103 武者全武装頑駄無 | それぞれのパーツを交換し、強化形態を超える最強形態となる                                                                             |                                                                                       |
| No.101 武者衛府弓銃壱 No.102 武者激闘頑駄無 No.103 武者全武装頑駄無 No.107 頑駄無大光帝 | No.101・102・103の砲が合体、最強破壊砲（グレートバスターキャノン）となる。 3体で担ぐ他、No.107が装備                                 | 他にNo.141が装備                                                                      |
| No.104 阿修羅頑駄無 No.105 仁王頑駄無 No.106 不知火頑駄無 | 3体が合体、三位一体形態（トリプルスクラムモード）となる                                                                              | 光輝の盾に固定可能                                                                    |
| No.104 阿修羅頑駄無 No.105 仁王頑駄無 No.106 不知火頑駄無 No.107 頑駄無大光帝 | No.104・105・106の盾が合体、光輝の盾となる 3体が上に乗る他、No.107が装備                                                             | 他にNo.144が上に乗れる （設定上の連動であり、キットは誰でも上に乗れる）               |
| No.107 頑駄無大光帝 No.97 白龍頑駄無 No.101 武者衛府弓銃壱 No.104 阿修羅頑駄無 | No.97・101・104の和魂（ニキダマ）をNo.107に装着                                                                                      |                                                                                       |
| No.109 烈光頑駄無 No.111 烈破頑駄無 No.112 烈空頑駄無 No.110 轟天頑駄無 | No.110付属の鎧を他3体に装備 No.109・111・112の鎧をNo.110に装備                                                                       |                                                                                       |
| No.109 烈光頑駄無 No.133 千力頑駄無 | No.133の斬首の面をNo.109に装着 |                                                                                       |
| No.102 武者激闘頑駄無 No.103 武者全武装頑駄無 No.113 風車の百式とうっかりざくれろ | No.113付属の風雷の神器により、No.102は雷刃頑駄無、No.103は風刃頑駄無となる                                                           | No.113はGo!Go!豪華秘伝 武者バトル最強チーム!で代替可能                                |
| No.98 青龍頑駄無 No.99 赤龍頑駄無 No.115 頑駄無白龍大帝 | No.115付属の龍輝宝により、No.98は蒼龍頑駄無、No.99は紅龍頑駄無となる                                                                 |                                                                                       |
| No.105 仁王頑駄無 No.106 不知火頑駄無 No.116 頑駄無阿修羅王 | No.116付属の鬼舞虎の像により、No.105は飛鳥頑駄無、No.106は翔破頑駄無となる                                                           |                                                                                       |
| No.118 武者頑星刃 No.119 頑駄無真駆参 | No.119付属の昇龍の矢をNo.118に持たせる                                                                                               | なぜか手の径が合わない                                                                |
| No.119 頑駄無真駆参 No.43 ナイトガンダム No.72 バーサルナイトガンダム | No.119にNo.43・72の鎧を装備可能 | No.43・72はNo.210で代替可能                                                           |
| No.117 機甲神エルガイヤー ちーびー戦士No.10 殿様ガンダムEXJr. | No.117に殿様ガンダムが搭乗 |                                                                                       |
| No.114 飛天頑駄無超将軍 No.122 大牙頑駄無超将軍 | No.114の魂駆羅星とNo.122の魂大牙が合体                                                                                               |                                                                                       |
| No.123 荒鬼頑駄無 No.73 新荒烈駆主 No.75 鳳凰頑駄無 No.76 雷頑駄無 | No.123に他3体の神器をいずれか装備 | No.75はNo.79で代替可能                                                                |
| No.125 雷鳴頑駄無 No.17 ムシャガンダム No.23 ムシャゼータガンダム No.24 ムシャガンダムMk-II No.26 ムシャダブルゼータガンダム No.27 ムシャニューガンダム No.36 ムシャサイコガンダム No.47 農丸頑駄無 天地大河スペシャル | No.125の砲に他7体の兜飾りを装着 | No.17はNo.47・55で代替可能 No.23・24・26・27・36はNo.56・61・61・62・58・63で代替可能 |
| No.126 武者飛駆鳥 No.109 烈光頑駄無 | No.109の軽装用前立をNo.126に装備 |                                                                                       |
| No.110 轟天頑駄無 No.126 武者飛駆鳥 | No.126の鋼鉄迦楼羅をNo.110の背面に装着                                                                                               |                                                                                       |
| No.127 獣王頑駄無 No.80 獅頑駄無 No.83 龍頑駄無 No.85 犀頑駄無 No.89 隼頑駄無 | No.127に他4体の兜いずれかを装着 | No.85の兜にはNo.127付属のアダプターが必要                                             |
| No.128 天地頑駄無 No.50 武者風雷主 No.51 武者荒烈駆主 No.52 武者江須 No.53 武者百士鬼改 No.64 武者砕虎摩亜屈 | No.128に他5体の火器を装着 | No.51はNo.73で代替可能                                                                |
| No.133 千力頑駄無 No.100 千生大将軍 No.108 雷帝千生神将軍 | No.133に他2体の鎧いずれかを装着 |                                                                                       |
| No.135 爆流頑駄無 No.114 飛天頑駄無超将軍 No.122 大牙頑駄無超将軍 | No.135にNo.114の魂駆羅星、No.122の魂大牙のいずれかを合体                                                                             |                                                                                       |
| No.137 鉄斗羅頑駄無 No.57 武者漣飛威 No.60 武者璽悪 No.64 武者砕虎摩亜屈 No.65 若殺駆頭 | No.137に他4体の暗黒のかけらを装備 |                                                                                       |
| No.123 荒鬼頑駄無 No.125 雷鳴頑駄無 No.127 獣王頑駄無 No.128 天地頑駄無 No.133 千力頑駄無 No.135 爆流頑駄無 No.137 鉄斗羅頑駄無 No.151 武零斗頑駄無 No.237 撃鱗将頑駄無 No.126 武者飛駆鳥                              | No.126の鋼鉄迦楼羅を他のキットに装備                                                                                                 |                                                                                       |
| No.130 機動武者大鋼 No.123 荒鬼頑駄無 No.125 雷鳴頑駄無 No.127 獣王頑駄無 No.128 天地頑駄無 No.133 千力頑駄無 No.135 爆流頑駄無 No.137 鉄斗羅頑駄無                                                                    | No.130に他7体のパーツを装着 |                                                                                       |
| No.130 機動武者大鋼 No.133 千力頑駄無 | No.133の烈堂馬虎にNo.130付属の舞威丸が騎乗                                                                                           |                                                                                       |
| No.131 覇道武者魔殺駆 No.45 闇皇帝 | No.131の二連新黒星砲にNo.45の黒星砲を装着                                                                                            | No.45はNo.93で代替可能                                                                |
| No.139 飛駆鳥大将軍 No.120 新世大将軍 | No.139にNo.120の翼パーツを装着 |                                                                                       |
| No.139 飛駆鳥大将軍 No.123 荒鬼頑駄無 No.125 雷鳴頑駄無 No.127 獣王頑駄無 No.128 天地頑駄無 No.130 機動武者大鋼 No.133 千力頑駄無 No.135 爆流頑駄無 No.137 鉄斗羅頑駄無                                                | No.139に他8体付属の閃光結晶を装着 | LEGENDBB 飛駆鳥大将軍も同様の装着が可能                                               |
| No.139 飛駆鳥大将軍 No.130 機動武者大鋼 | No.139とNo.130のパーツを組み合わせて飛駆鳥大鋼になる                                                                                 | No.130はNo.283で代替可能                                                              |
| No.132 シャイニングガンダム No.134 ドラゴンガンダム No.136 ガンダムマックスター No.138 Gガンダム | 4台のコアランダーを連結可能 |                                                                                       |
| No.140 聖龍機マルスドラグーン ちーびー戦士No.11 聖竜騎士ゼロガンダム | No.140にゼロガンダムが搭乗 |                                                                                       |
| No.141 武者號斗丸 No.143 輝龍頑駄無 No.144 武者真紅主 No.145 武者鷺主 No.146 武者冒流刀 No.142 鉄機武者鋼丸 | No.142を分解して他5体に強化パーツとして装着                                                                                          |                                                                                       |
| No.141 武者號斗丸 No.143 輝龍頑駄無 No.144 武者真紅主 No.145 武者鷺主 No.146 武者冒流刀 No.147 機動武神天鎧王 | No.147の神具を他5体に装着、闘覇五人衆となる                                                                                          |                                                                                       |
| No.141 武者號斗丸 No.147 機動武神天鎧王 No.151 武零斗頑駄無 No.152 羽荒斗頑駄無 | No.141にNo.147付属の神具とNo.151付属の追加パーツとシールを付ける事により最終形態となる No.152付属の石破天驚剣を装備                  |                                                                                       |
| No.145 武者鷺主 No.117 機甲神エルガイヤー | No.145にNo.117の赤燐光剣を装備 |                                                                                       |
| No.146 武者冒流刀 No.88 武者璽威武装 | No.146がNo.88の上に乗れる |                                                                                       |
| No.150 魔星大将軍 No.147 機動武神天鎧王 | 合体して覇道大将軍となる |                                                                                       |
| No.153 超機動大将軍 No.141 武者號斗丸 | No.153にNo.141が搭乗 | 他にNo.174も搭乗可能                                                                  |
| No.153 超機動大将軍 No.142 鉄機武者鋼丸 | No.153にNo.142のパーツをバックパックとして装着                                                                                       |                                                                                       |
| No.141 武者號斗丸 No.143 輝龍頑駄無 No.144 武者真紅主 No.145 武者鷺主 No.146 武者冒流刀 No.156 鉄機武者爆進丸 | No.156を分解し、他5名に強化パーツとして装着                                                                                          |                                                                                       |
| No.158 天零頑駄無 No.153 超機動大将軍 | No.158にNo.153の翼パーツを装着 |                                                                                       |
| No.160 砕牙頑駄無 No.158 天零頑駄無 | No.160の兜砕牙にNo.158の輝羅鋼の刃を装着                                                                                             |                                                                                       |
| No.157 雷龍頑駄無 No.158 天零頑駄無 No.159 獣破頑駄無 No.160 砕牙頑駄無 No.161 百烈将頑駄無 | 5名のパーツを組み合わせることで謎の武神像となる                                                                                      |                                                                                       |
| No.162 頑駄無闇元帥 No.158 天零頑駄無 | No.162にNo.158の輝羅鋼鎧を装着 |                                                                                       |
| No.163 武威凰大将軍 No.139 飛駆鳥大将軍 | No.163にNo.139の兜を装備 |                                                                                       |
| No.163 武威凰大将軍 No.164 頑駄無轟炎王 | No.163にNo.164の鋼動甲冑が合体、 轟炎武威凰大将軍となる                                                                              |                                                                                       |
| No.167 輝神大将軍獅龍凰 No.165 武者刀流義守 No.166 新凰頑駄無 | No.167にNo.165のパーツで組んだ大刀とNo.166のパーツで組んだ砲を装備                                                                   |                                                                                       |
| No.178 魔刃頑駄無 No.147 機動武神天鎧王 | 合体して魔刃冥皇殿となる |                                                                                       |
| No.192 武者ウイングゼロ No.194 武者ナタク No.195 武者ヘビーアームズ No.196 武者サンドロック No.197 武者デスサイズ | No.192に他4名のカスタム武装を装着 |                                                                                       |
| No.192 武者ウイングゼロ No.199 ファーストガンダム大将軍 | No.199の白鋼王を分解しNo.192に装着                                                                                                   |                                                                                       |
| No.196 武者サンドロック No.195 武者ヘビーアームズ | No.195の轟重甲をNo.196に装着 |                                                                                       |
| No.199 ファーストガンダム大将軍 No.194 武者ナタク No.195 武者ヘビーアームズ No.196 武者サンドロック No.197 武者デスサイズ                                                                                              | No.194・195・196のカスタム武具をNo.199のファーストガンダム大将軍（カスタム武者形態）に装着 No.199の白鋼王を分解し他4名に装着         |                                                                                       |
| No.226 機王頑駄無 No.229 鎧王頑駄無 No.241 零覇利法士 No.243 光斧雷頑駄無 No.249 武侍丸 No.250 鉄板丸 No.252 神槍丸 No.253 努貫丸 No.254 蒼天丸&紅天丸 No.256 円従烏賊と火威獣丸 No.258 鳳凰似帝大将軍                 | No.258のパーツを武器として他10体に持たせる                                                                                           |                                                                                       |
| No.265 少年武者烈丸 No.267 烈火武者頑駄無 | No.267の鎧をNo.265に装着 No.265の武化舞可の號刀をNo.267に持たせる                                                                    |                                                                                       |
| No.270 少年剣士嵐丸 No.271 疾風剣豪精太 | No.271の鎧をNo.270に装着 No.270の武化舞可の覇兜をNo.271に装着                                                                        |                                                                                       |
| No.274 少年法師霧丸 No.275 龍神導師仁宇 | No.275の肩鎧をNo.274に装着 No.275の武化舞可の天翼をNo.274に装着                                                                      |                                                                                       |
| No.277 幼年軍師雷丸 No.278 剛熱機械師駄舞留精太 | No.277をNo.278の武者戦車に搭乗 No.277の武化舞可の鎧甲・武化舞可の大砲をNo.278に装着 No.277とNo.278が合体                             |                                                                                       |
| No.279 隠密忍者農丸 No.278 剛熱機械師駄舞留精太 | No.278付属の武化舞可の俊脚をNo.278に装着                                                                                             |                                                                                       |
| No.279 隠密忍者農丸 No.267 烈火武者頑駄無 | No.267の鎧をNo.279に装着 |                                                                                       |
| No.282 天翔狩人摩亜屈 No.278 剛熱機械師駄舞留精太 | No.278付属の武化舞可の鉄肩をNo.282に装着                                                                                             |                                                                                       |
| No.284 鉄機武者斎胡 No.277 幼年軍師雷丸 | No.277の武化舞可の大砲をNo.284に装着                                                                                                 |                                                                                       |
| No.283 機動武者烈火大鋼 No.265 少年武者烈丸 | No.283に両腕を外したNo.265が搭乗 |                                                                                       |
| No.265 少年武者烈丸 No.270 少年剣士嵐丸 No.274 少年法師霧丸 No.283 機動武者烈火大鋼 | No.283のパーツを他3体に装着 |                                                                                       |
| No.283 機動武者烈火大鋼 No.265 少年武者烈丸 No.270 少年剣士嵐丸 No.274 少年法師霧丸 No.277 幼年軍師雷丸 No.278 剛熱機械師駄舞留精太                                                                                    | No.283に他のキット付属の武化舞可の武具を装着                                                                                         | No.265の武化舞可の號刀のみで烈火武者頑駄無との融合状態を再現                          |
| No.267 烈火武者頑駄無 No.271 疾風剣豪精太 No.275 龍神導師仁宇 No.278 剛熱機械師駄舞留精太 No.279 隠密忍者農丸 No.282 天翔狩人摩亜屈 No.284 鉄機武者斎胡                                                                | No.284を分解して他6体に装着 |                                                                                       |
| No.267 烈火武者頑駄無 No.265 少年武者烈丸 No.270 少年剣士嵐丸 No.274 少年法師霧丸 No.277 幼年軍師雷丸 No.278 剛熱機械師駄舞留精太 No.284 鉄機武者斎胡                                                                  | No.267にNo.265～278付属の武化舞可の武具を装着して烈火頑駄無大将軍になる 更にNo.284付属の結晶鳳凰を装着して真・烈火頑駄無大将軍になる |                                                                                       |
| No.265 少年武者烈丸 No.270 少年剣士嵐丸 No.274 少年法師霧丸 No.277 幼年軍師雷丸 No.278 剛熱機械師駄舞留精太 | No.265に他のキット付属の武化舞可の武具を装着して闇邪神との決戦仕様を再現                                                             |                                                                                       |
| No.287 黒龍頑駄無 No.289 白凰頑駄無 | 上半身又は下半身に変形して巨大武者形態に合体が可能                                                                                   |                                                                                       |
| No.291 赤獅子頑駄無 No.292 青狼頑駄無 | 前半身又は後半身に変形して巨大獣王形態に合体が可能                                                                                   |                                                                                       |
| No.300 劉備ガンダム No.301 張飛ガンダム No.302 関羽ガンダム | No.301・302のパーツをNo.300に装着して三位一体を再現                                                                                  | No.300はBBWNo.001と代替可能 No.301・302はそれぞれBBWNo.002・003と代替可能             |
| No.300 劉備ガンダム No.304 曹操ガンダム No.305 孫権ガンダム No.306 呂布トールギス・赤兎馬・天玉鎧 | No.306の天玉鎧をNo.300・304・305・306に装着                                                                                          |                                                                                       |
| No.301 張飛ガンダム No.302 関羽ガンダム No.311 趙雲ガンダム・飛影閃 No.322 馬超ブルーディスティニー No.323 黄忠ガンダム No.318 翔烈帝 劉備ガンダム 龍輝宝・的廬                                                        | No.318の龍輝宝を分解し他5名に装着。                                                                                                  | No.301・302・311はそれぞれBBWNo.002・003・033と代替可能 No.318はBBWNo.042と代替可能   |
| No.304 曹操ガンダム No.325 徐晃サーペント No.327 曹丕ガンダム | No.325・327のパーツをNo.304に装着して機武帝 曹操ガンダムを再現。                                                                     | No.304・325はそれぞれBBWNo.005・026と代替可能                                         |
| No.349 孫策サイサリスガンダム No.352 戦神合身 蚩尤ガンダム | No.352の蚩尤ノイエ・ジールとNo.349が合体、蚩尤魔装形態となる                                                                         | No.349はBBWNo.017と代替可能                                                           |
| BBWNo.030 真 袁紹バウ BBWNo.024 真 袁術ズサ | BBWNo.030とBBWNo.024が合体、龍飛形態となる                                                                                           |                                                                                       |
| BBWNo.022 真 紅蓮装 曹操ガンダム BBWNo.031 真 典韋アッシマー・賈詡アシュタロン 攻城兵器セット | BBWNo.031の大斧形態となった典韋アッシマーをBBWNo.022に持たせる                                                                       |                                                                                       |
| No.385 LEGEND BB 騎士ユニコーンガンダム No.370 LEGEND BB 騎士ガンダム | No.370のパーツをNo.385に装着して神獣（ミュートス）形態となる                                                                         |                                                                                       |
| LEGENDBB 新世大将軍 LEGENDBB 飛駆鳥大将軍 | 飛駆鳥大将軍に新世大将軍の翼を装着して神馬凰形態になる                                                                               |                                                                                       |

## コミックワールド
No.7 νガンダム以降、BB戦士の組み立て説明書に記載されている漫画。当初は各商品を題材としたギャグ漫画が中心であったが、SD戦国伝ではストーリー性が生まれ、以後武者ガンダムシリーズの中核を成すようになった。
しかしNo.155 ガンダムエピオンを最後にSD戦国伝以外では掲載されなくなり、SD戦国伝でも武者烈伝を最後に、一旦終了となった。
2007年から始まった「BB戦士三国伝」にて、説明書に掲載される漫画自体は復活したが、コミックワールドという名称は使用されておらず、独立シリーズとなった「SDガンダム三国伝BBW」でも同じ状態を引き継いでいるため、同じくコミックワールドとは呼称されていない。（作画は下田竜彦（PLEX）。）
2011年に始まった「レジェンドBB」および、No.369 ガンダムAGE-1以降の商品で、漫画のタイトルに明確にコミックワールドという名称が復活した。
過去にコミックワールドをまとめた書籍として『SDガンダム BB戦士 コミックワールド』、『SDガンダム BB戦士 コミックワールドスペシャル』、『SDガンダム BB戦士 コミックワールドウルトラスペシャル』の3冊が発売されている。

### 作画
- 今石進
  - 武者ガンダムシリーズ、ジービーグル以外の全般
  - 『武者七人衆編』[26]～『超機動大将軍』
  - 『武者烈伝 武化舞可編』

- ガンマ浜田
  - 『ジービーグル』
  - 『武神輝羅鋼』[27]

- やまと虹一
  - 『刕覇大将軍』～『ムシャ戦記 光の変幻編』

- 寺島慎也
  - 『ムシャジェネレーション』[28]

- 一式まさと
  - 『武者○伝』

- あおきけい
  - 『武者○伝2』

- 狩那匠
  - 『武者○伝III』